# Dislocazione delle legioni romane
Per dislocazione delle legioni romane si intende la cronologia di tutti gli spostamenti delle legioni romane, all'interno di ogni singola fortezza lungo l'intero arco delle frontiere dell'Impero romano, almeno dalla morte di Gaio Giulio Cesare (nel 44 a.C.) fino al 337, quando Costantino I morì e lasciò l'impero ai suoi tre figli (Costantino II, Costante e Costanzo II) e al nipote Flavio Dalmazio.

## Storia

### Dalla morte di Cesare alla sconfitta di Antonio (44-31 a.C.)
Nel 44 a.C., alla morte di Cesare, c'erano 37 legioni romane. Di queste, due erano dislocate nella Spagna Ulteriore e due in quella Citeriore (tra cui la XXVIII e forse la XXI); due nella Gallia Transalpina (la VI nei pressi di Arles e la X Equestris in quelli di Narbona) e tre in quella Comata (tra cui la V Alaudae e l'VIII Gallica); una in Sardegna ed una a Capua (la VII); tre in Africa proconsolare (sembra la XXVI, la XXIX e la XXX); altre tre in Illirico-Gallia Cisalpina (forse nei pressi di Aquileia); sei in Macedonia (legioni II Gallica, IV, Martia e XXXV) ed una a Creta (la XXXI); due in Ponto (tra cui la Legio Pontica); sette in Siria e tre in Egitto (tra cui la XXVII, la XXXVI e la XXXVII), in vista dell'imminente campagna contro i Parti.
(Plutarco, Vite parallele - Cesare, 58)
(Appiano di Alessandria, Guerra civile, 2.110.)

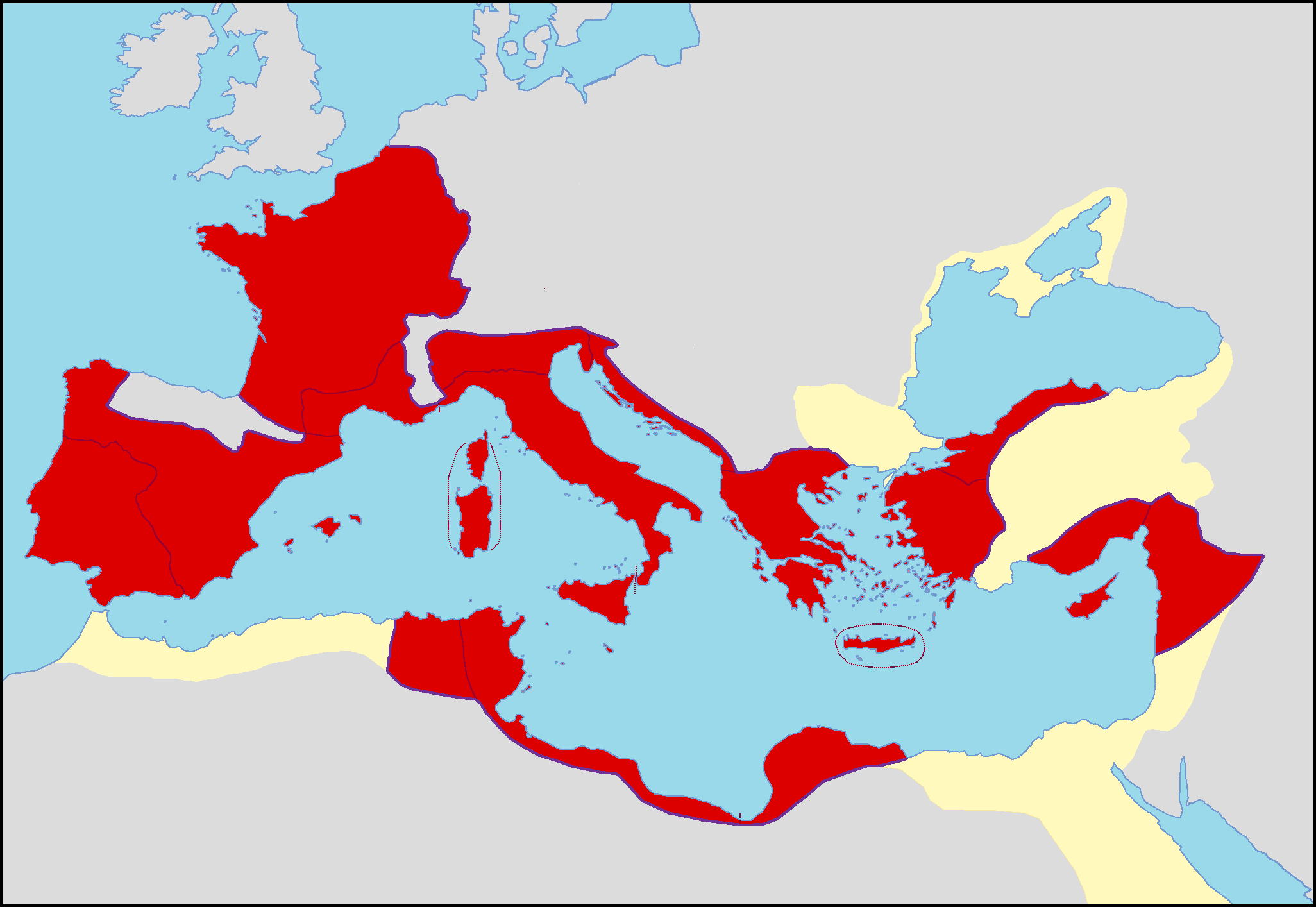
Il mondo romano alla morte di Cesare.

Ad Apollonia andavano concentrandosi ben 16 legioni e 10.000 cavalieri e la campagna militare doveva iniziare in primavera del 44 a.C., tre giorni dopo le famose idi di marzo. Ma Cesare fu ucciso e questo progetto gigantesco poté essere ripreso pochi anni più tardi, senza successo, da Marco Antonio, e in parte completato da Traiano, a cui si dovrà la conquista della Dacia e le campagne contro i Parti in Mesopotamia.
Subito dopo il cesaricidio, Marco Antonio ottenne per sé la provincia di Macedonia e le legioni che Cesare vi aveva ammassato per la spedizione contro i Parti, mentre per un suo valido collaboratore, Publio Cornelio Dolabella, la provincia di Siria e le sue armate. Con la lex Titia del 27 novembre del 43 a.C., nasceva il secondo triumvirato, in seguito alla quale furono messe in campo ben 43 legioni per combattere i cesaricidi, come accadde nel 42 a.C. con la battaglia di Filippi. Secondo Parker Marco Giunio Bruto e Gaio Cassio Longino disponevano di 19 legioni, mentre Ottaviano ed Antonio più di 40.

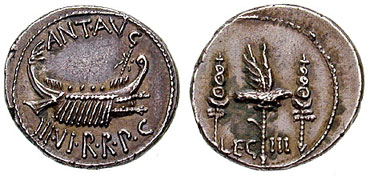
Denario emesso da Marco Antonio per pagare le sue legioni. Al rovescio, il simbolo della Legio III.

Al termine di questa nuova fase della guerra civile, che aveva visto protagonisti Antonio ed Ottaviano, ed il mondo romano diviso tra Occidente ed Oriente, furono messe in campo ben 60 legioni, sebbene molte fossero a ranghi incompleti. Antonio, una volta trasferitosi in modo permanente in Oriente dalla regina d'Egitto, Cleopatra, attorno al 38 a.C., creò almeno quattro nuove legioni sull'esempio di ciò che accadeva a Roma, quando erano nominati i due consoli: si trattava della legio I, II, III e IV.
Sembra che nella sola battaglia di Azio furono messe in campo ben 50 delle 60 legioni (forse solo con loro vexillationes):
- 21 per la parte di Ottaviano (delle 40-45 totali a sua disposizione nella parte occidentale[18]): la I (futura Augusta?), II (futura Augusta?), II Sabina (?), III (futura Augusta?), IV Sorana, V Macedonica, VII Macedonica, VIII (futura Augusta?), IX Macedonica (futura IX Hispana), X Fretensis, XI (futura Claudia?), XIII (futura Gemina?), XIV (futura Gemina), XV (futura Apollinaris), XVI Gallica (?), XVII, XVIII, XIX, XXVII (?), XXXIII e XXXXI (?).[19]
- e 31 per la parte di Antonio (19 legioni di terra, 8 sulla flotta e 4 in Egitto[15]): la legio I, II, III Cyrenaica, III Gallica, IIII (futura Scythica?), V Alaudae, VI Ferrata, VII, VIII, IX, X Equestris, XI, XII Antiqua, XIII, XIV, XV, XVI, XVII Classica, XVIII Lybica, XIX, XX, XXI, XXII, XXII Cyrenaica, XXIII, XXIV, XXV, XXVII, XXIX, XXX.[20]

### Il principato di Augusto (30 a.C.-14 d.C.)
Al termine della guerra civile nel 31 a.C., Augusto rimase unico padrone incontrastato della Res Publica romana. Delle oltre sessanta legioni sopravvissute (tra cui molte appartenute allo stesso Antonio), solo 28 rimasero attive dopo Azio, e 25 dopo la disfatta di Teutoburgo. I conti sembrano tornare se si considera che le legioni rimaste in attività dopo Azio, comprendevano tra le sue file 150.000 legionari (5.500 x 28) e che furono mandati in congedo tra il 30 ed il 14 a.C., 120.000/105.000 veterani. La loro somma produrrebbe, pertanto, un totale di 270.000/255.000 armati complessivi al termine della guerra civile, che divisi per il numero di legioni sopravvissute dopo lo scontro finale (pari a 60/65 unità), darebbe come risultato 4.000/4.200 armati a legione. In effetti le legioni repubblicane dell'epoca di Cesare sembra avessero un numero di effettivi pari a 4.000 circa, mentre dopo la riforma augustea, la prima coorte fu raddoppiata nel numero di armati, portando il totale a 5.500 legionari per unità.
Durante il suo principato furono coinvolte quasi tutte le frontiere, dall'oceano settentrionale fino alle rive del Ponto, dalle montagne della Cantabria fino al deserto dell'Etiopia, in un piano strategico preordinato che prevedeva il completamento delle conquiste lungo l'intero bacino del Mediterraneo e in Europa, con lo spostamento dei confini più a nord lungo il Danubio e più ad est lungo l'Elba (in sostituzione del Reno).
Le campagne di Augusto furono effettuate con il fine di consolidare le conquiste disorganiche dell'età repubblicana, le quali rendevano indispensabili numerose annessioni di nuovi territori. Mentre l'Oriente poté rimanere più o meno come Antonio e Pompeo lo avevano lasciato, in Europa fra il Reno e il Mar Nero fu necessaria una nuova riorganizzazione territoriale in modo da garantire una stabilità interna e, contemporaneamente, frontiere più difendibili.
Prima di tutto, Augusto in persona si dedicò, con l'aiuto di Agrippa, a portare a compimento una volta per tutte la sottomissione di quelle "aree interne" all'impero non ancora conquistate completamente.
- la parte nord-ovest della penisola iberica, che ormai creava problemi da decenni, fu condotta sotto il dominio romano, dopo una serie di pesanti campagne militari in Cantabria durate 10 anni (dal 29 al 19 a.C.), l'impiego di numerose legioni (ben sette/otto:[26] I Germanica, II Augusta, IIII Macedonica, V Alaudae, VI Victrix, VIIII Hispana, X Gemina e XX Valeria Victrix) insieme ad un numero altrettanto elevato di ausiliari, oltre alla presenza dello stesso Ottaviano sul teatro delle operazioni (nel 26 e 25 a.C.).
- la conquista dell'arco alpino, per dare maggior sicurezza interna ai valichi e alle relazioni fra Gallia e Italia, operata dal 26-25 a.C. quando furono sottomessi i Salassi con la fondazione di Augusta Praetoria (Aosta) al 14 a.C. quando furono vinti i Camuni della Val Camonica, le tribù della Val Venosta ed i Liguri Comati delle Alpi sudoccidentali. Questi successi furono commemorati con l'erezione del celebre trofeo di La Turbie nella Francia mediterranea.

Ma fu la frontiera dell'Europa continentale che preoccupò Augusto più di ogni altro settore strategico. Essa comprendeva due settori principali: quello danubiano e quello renano. Dopo un quindicennio di relativa tranquillità, nel 6, il settore danubiano tornò ad essere agitato. I Dalmati si ribellarono, e con loro anche i Breuci di Pannonia, mentre Daci e Sarmati compirono scorrerie in Mesia. Fu necessario sospendere ogni nuovo tentativo di conquista a nord del Danubio, per sopprimere questa rivolta durata per ben tre anni, dal 6 al 9. Tiberio, in questo modo, fissò definitivamente il confine dell'area illirica al fiume Drava, mentre le legioni furono posizionate poco più a sud lungo il fiume Sava (con le fortezze legionarie ad Emona, Siscia e Sirmium). Aquileia, pur costituendo durante l'intera rivolta dalmato-pannonica del 6-9, l'ultimo baluardo contro la possibile minaccia di un'invasione di queste genti, che avrebbero così potuto raggiungere la stessa Roma in soli dieci giorni, perse la sua antica funzione di "quartier generale", ora a vantaggio di Siscia sul fiume Sava, in posizione più avanzata. Da questo momento in poi, infatti, Aquileia cessò di avere ancora un ruolo militare determinante, mantenendo invece un'importante funzione economica e sociale nelle retrovie, ora che tutte le forze militari erano state spostate più ad est, in Pannonia e Dalmazia.
Contemporaneamente in Germania, tutti i territori conquistati in vent'anni di guerre dopo il 12 a.C., furono definitivamente compromessi quando nel 7 Augusto inviò in questa nuova provincia Publio Quintilio Varo, sprovvisto di doti diplomatiche e militari, oltreché ignaro delle genti e dei luoghi. Nel 9 un esercito di 20.000 uomini composto da tre legioni (la XVII, la XVIII e la XIX) venne massacrato nella selva di Teutoburgo, portando alla definitiva perdita di tutta la zona tra il Reno e l'Elba.
In Oriente, invece, dopo che Augusto vi soggiornò in due diverse circostanze (vale a dire subito dopo la battaglia di Azio, nel 30-29 a.C. e dal 22 al 19 a.C., oltre a quella di Agrippa fra il 23-21 a.C. e ancora tra il 16-13 a.C.), fu necessario raggiungere un modus vivendi con la Partia, l'unica potenza in grado di creare problemi a Roma in Asia Minore. Per questi motivi la politica di Augusto si differenziò in base a due aree strategiche dell'Oriente antico.
Ad occidente dell'Eufrate, dove Augusto provò ad inglobare alcuni stati vassalli, trasformandoli in province, come la Galizia di Aminta nel 25 a.C., o la Giudea di Erode Archelao nel 6; rafforzò vecchie alleanze con re locali, divenuti "re clienti di Roma", come accadde ad Archelao, re di Cappadocia, ad Asandro re del Bosforo Cimmerio, e a Polemone I re del Ponto, o ai sovrani di Emesa e Iturea.
Ad oriente dell'Eufrate, in Armenia, Partia e Media, Augusto ebbe come obbiettivo quello di ottenere la maggiore ingerenza politica senza intervenire con dispendiose azioni militari. Ottaviano mirò infatti a risolvere il conflitto con i Parti in modo diplomatico, con la restituzione nel 20 a.C., da parte del re parto Fraate IV, delle insegne perdute da Crasso nella battaglia di Carre del 53 a.C. Augusto avrebbe potuto rivolgersi contro la Partia per vendicare le sconfitte subite da Crasso e da Antonio, al contrario ritenne invece possibile una coesistenza pacifica dei due imperi, con l'Eufrate come confine per le reciproche aree di influenza. Di fatto entrambi gli imperi avevano più da perdere da una sconfitta, di quanto potessero realisticamente sperare di guadagnare da una vittoria. Infatti, durante tutto il suo lungo principato, Augusto concentrò i suoi principali sforzi militari in Europa. Il punto cruciale in Oriente era, però, costituito dal regno d'Armenia che, a causa della sua posizione geografica, era da un cinquantennio oggetto di contesa fra Roma e la Partia. Egli mirò a fare dell'Armenia uno stato-cuscinetto romano, con l'insediamento di un re gradito a Roma, e se necessario imposto con la forza delle armi, come avvenne nel 2 d.C. quando, di fronte ad una possibile invasione romana dell'Armenia, Fraate V riconobbe la preminenza romana davanti a Gaio Cesare, mandato in missione da Augusto.

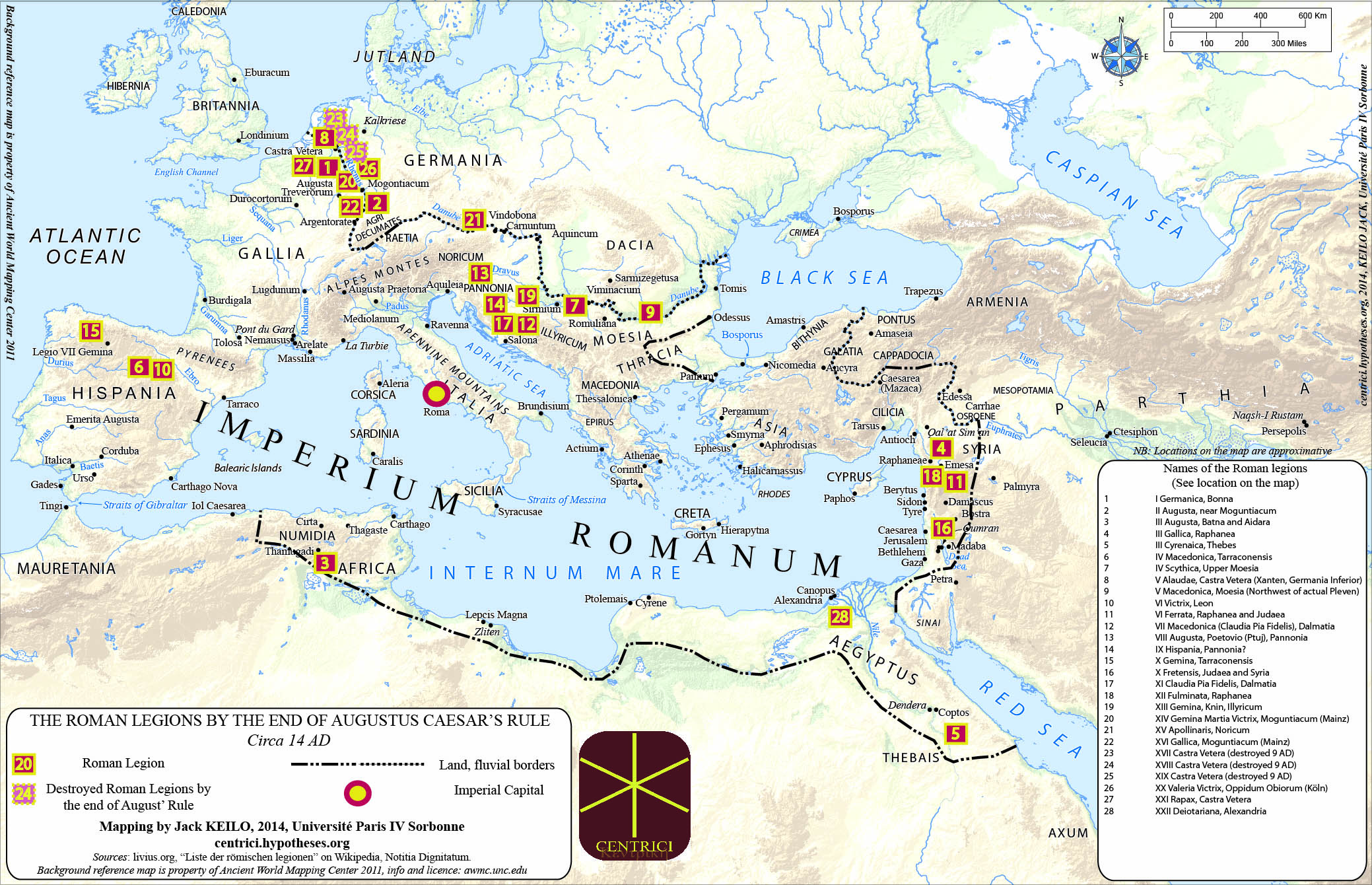
La dislocazione delle legioni romane nel 14 alla morte dell'imperatore Augusto, dopo la disfatta di Teutoburgo.

#### Dislocazione legioni nel 9 d.C.
All'epoca dell'imperatore Augusto, poco dopo la fine della rivolta dalmato-pannonica del 6-9 e poco prima della disfatta di Teutoburgo, c'erano 28 legioni lungo i confini imperiali romani, così come è evidenziato qui sotto nella tabella riassuntiva sulla loro dislocazione:
| N. fortezze legionarie | unità legionaria         | località antica         | località moderna                  | provincia romana    |
| ---------------------- | ------------------------ | ----------------------- | --------------------------------- | ------------------- |
| 1                      | Legio I Germanica        | Noviomagus Batavorum    | Nimega                            | Gallia Belgica      |
| 2                      | Legio V Alaudae          | Vetera                  | Xanten                            | Gallia Belgica      |
| 3                      | Legio XIX Paterna?       | Aliso                   | Haltern am see                    | Germania            |
| 4                      | Legio XVIII Lybica?      | ?                       | Anreppen                          | Germania            |
| 5                      | Legio XVII Classica?     | Colonia Agrippina       | Colonia                           | Gallia Belgica      |
| 6                      | Legio XIV Gemina         | Mogontiacum             | Magonza                           | Gallia Belgica      |
| 7                      | Legio XVI Gallica        | ?                       | Marktbreit                        | Germania            |
| 8                      | Legio XXI Rapax          | Augusta Vindelicorum    | Augusta                           | Vindelicia          |
| 9                      | Legio XV Apollinaris     | Aquileia (città antica) | Aquileia                          | Italia              |
| 10                     | Legio XIII Gemina        | Emona                   | Lubiana                           | Pannonia            |
| 11                     | Legio IX Hispana         | Siscia                  | Sisak                             | Pannonia            |
| 12                     | Legio VIII Augusta       | Sirmium                 | Sremska Mitrovica                 | Pannonia            |
| 13                     | Legio XX Valeria Victrix | Burnum                  | Suplja Crkva                      | Dalmazia            |
| 14                     | Legio XI Claudia         | Tilurium                | Gardun                            | Dalmazia            |
| 15                     | Legio VII Claudia        | Naissus                 | Niš                               | Mesia               |
| 16                     | Legio V Macedonica       | Scupi                   | Skopje                            | Mesia               |
| 17                     | Legio X Fretensis        | Amphipolis              | Anfipoli                          | Macedonia           |
| 18                     | Legio VI Ferrata         | Ancyra                  | Ankara                            | Galazia             |
| 19                     | Legio IV Scythica        | Cyrrhus                 | Khoros                            | Siria               |
| 20                     | Legio III Gallica        | Antiochia               | Antiochia                         | Siria               |
| 21                     | Legio XII Fulminata      | Raphaneae               | Châma                             | Siria               |
| 22                     | Legio XXII Deiotariana   | Nicopolis               | Alessandria d'Egitto              | Egitto              |
| 23                     | Legio III Cyrenaica      | Coptos e Thebae         | Qift e Al Uqsur                   | Egitto              |
| 24                     | Legio III Augusta        | Thugga o Ammaedara      | Haidra                            | Africa proconsolare |
| 25                     | Legio II Augusta         | Petavonium o Iuliobriga | Rosinos de Vidriales o Retortillo | Hispania Citerior   |
| 26                     | Legio IIII Macedonica    | Pisoraca                | Herrera de Pisuerga               | Hispania Citerior   |
| 27                     | Legio VI Victrix         | Legio                   | León                              | Hispania Citerior   |
| 28                     | Legio X Gemina           | Asturica Augusta        | Astorga                           | Hispania Citerior   |

### I Giulio-Claudii (14 - 68 d.C.)

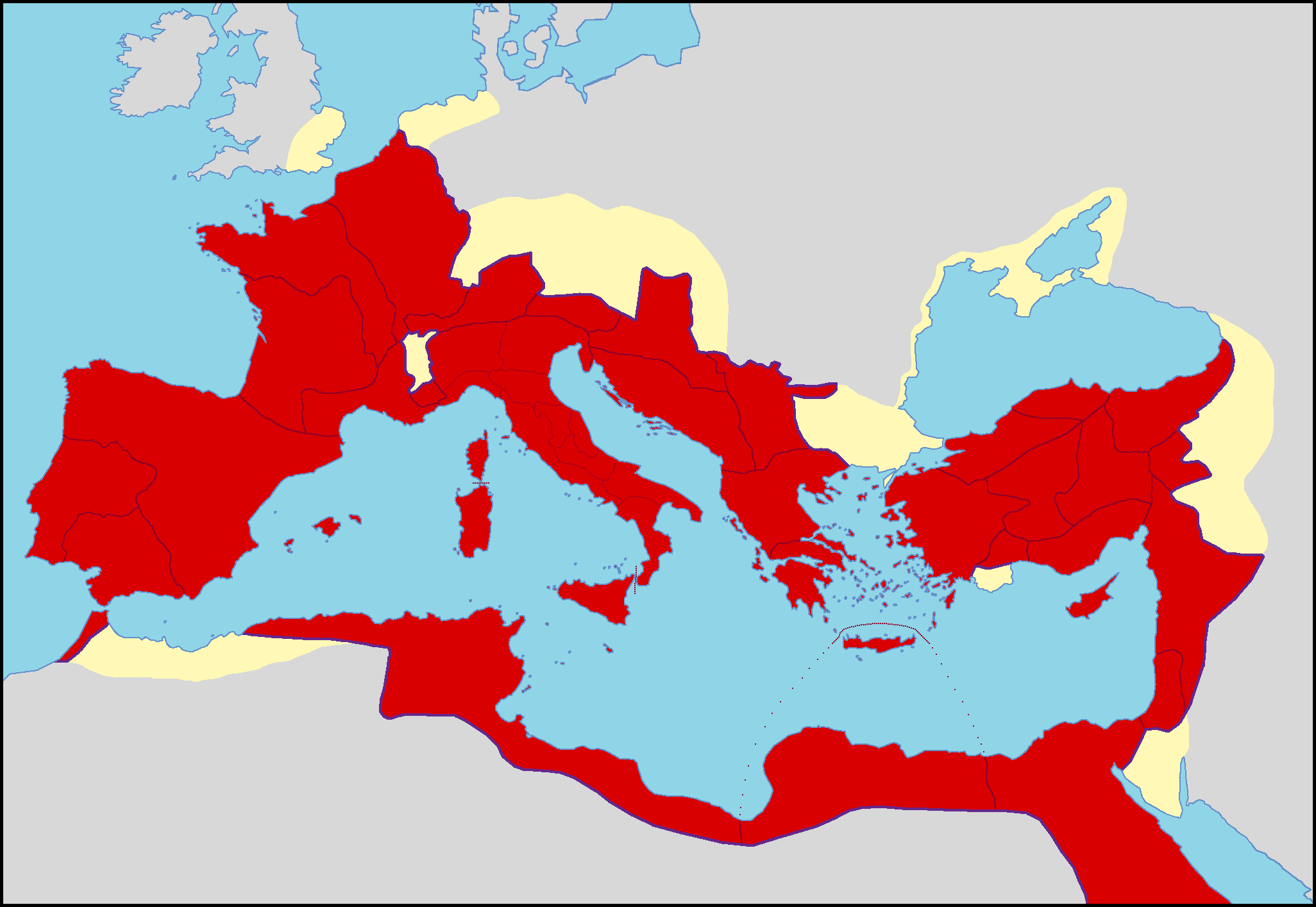
Il mondo romano nel 37 alla morte dell'imperatore Tiberio.

La caratteristica più importante del sistema di sicurezza imperiale della dinastia giulio-claudia (e comunque fino a Vespasiano), è rappresentata dalla sua "economia di forze", secondo Edward Luttwak. Alla morte di Augusto (nel 14), i territori sotto il controllo imperiale, diretto ed indiretto, comprendevano le regioni costiere di tutto il bacino del Mediterraneo, l'intera penisola iberica, l'entroterra europeo fino ai grandi fiumi di Reno e Danubio, la penisola anatolica e lo stesso Ponto Eusino, compreso il Regno del Bosforo. Il controllo su tutto questo vasto territorio era esercitato in modo assai efficace da un "piccolo" esercito di circa 300.000 armati, solo leggermente incrementato nell'arco dei primi 50-60 anni di principato.
Tiberio si mantenne fedele al consilium coercendi intra terminos imperii di Augusto, ovvero alla decisione di mantenere i confini dell'impero invariati, cercando di salvaguardare i territori interni e di assicurarne la tranquillità ed operò soltanto i cambiamenti necessari per la sicurezza. Compì una sola campagna militare di una certa entità (dal 14 al 16) in Germania, più che altro per cancellare l'onta della precedente sconfitta nella selva di Teutoburgo (del 9). Vi fu poi un'avanzata romana in Pannonia con l'occupazione dei territori a nord del fiume Drava, e la costruzione della fortezza legionaria a Poetovio (sempre che quest'ultima non sia stata utilizzata già dalla tarda epoca augustea). Tiberio riuscì, infatti, ad evitare guerre o spedizioni militari inutili, con le conseguenti spese, riponendo una fiducia maggiore nella diplomazia. Allontanò i re clienti e i governatori che si erano rivelati inadatti al loro ruolo, e cercò di garantire un sistema amministrativo più efficiente. Le uniche importanti modifiche territoriali interessarono, infatti, il solo Oriente, quando alla morte dei re clienti, di Cappadocia (Archelao), Cilicia (Filopatore) e Commagene (Antioco III), furono incorporate nei confini imperiali.
Tutte le rivolte che si susseguirono nel suo lungo principato, durato 23 anni, furono soffocate nel sangue dai suoi generali, come quella di Tacfarinas e dei suoi Musulami dal 17 al 24 (impiegando qui una seconda legione, inviata in Africa proconsolare dalla Pannonia: l'VIII Augusta; al termine della rivolta la III Augusta fu spostata da Thugga ad Ammaedara), o in Gallia di Giulio Floro e Giulio Sacroviro nel 21, o in Tracia tra i re clienti degli Odrisi attorno al 21.
Lo storico Tacito racconta che nel 23, le forze legionarie erano stanziate nelle province, a salvaguardia dei confini imperiali e per reprimere eventuali rivolte interne: otto legioni erano schierate nella zona del Reno a protezione dalle invasioni germaniche e dalle rivolte galliche, tre legioni si trovavano in Spagna, e due tra le province dell'Egitto e dell'Africa, dove Roma poteva anche contare sull'aiuto del regno di Mauretania. Ad Oriente, quattro legioni erano stanziate tra la Siria e il fiume Eufrate. Nell'Europa orientale, infine, due legioni erano stanziate in Pannonia, due in Mesia, a protezione del confine danubiano, e due in Dalmazia.
Nel 39 Caligola formò due nuove legioni, la XV Primigenia e la XXII Primigenia in vista di una spedizione in Germania Magna, mai realizzata. In compenso suo zio, Claudio (41-54), una volta divenuto imperatore, aggiunse non meno di 5 nuove province: Mauritania (dal 40-44), Britannia (dal 43), Tracia (dal 46), Giudea (dal 44) e Licia (dal 43); oltre all'annessione di nuovi territori/province danubiane, come il Regno del Norico (attorno al 50) e parti della Rezia. Tale scelta politica fu determinata dal fatto che egli aveva ereditato da Caligola una Mauritania in rivolta ed una Britannia considerata matura per l'annessione, e dalla sua convinzione che fosse arrivato il momento di sostituire agli stati clienti un controllo diretto imperiale.
La rivolta della Mauretania, che seguì all'assassinio del re Tolomeo per ordine dell'imperatore Gaio Caligola, il quale aveva deciso di annetterne i territori, trasformandoli in nuova provincia, nell'autunno del 40, fu soffocata nel sangue dopo quattro duri anni di lotta (dal 41 al 44) grazie a valenti generali come Svetonio Paolino ed Osidio Geta. La Mauretania fu divisa in due province, la Mauretania Caesariensis e quella Tingitana (con capitali Cesarea e Tingis). Poco dopo fu sedata una nuova rivolta tra i Musulami dell'Africa settentrionale, inviandovi uno dei più qualificati generali, Servio Sulpicio Galba, in qualità di governatore ed a capo della legione qui stanziata (la Legio III Augusta).

L'impero di Claudio (37-54).

Nel 43 iniziò la conquista della Britannia, quasi un secolo dopo Gaio Giulio Cesare. Al di là della ragioni politiche, economiche e militari della spedizione, non va dimenticata una considerazione forse più importante, di natura psicologica, e cioè il fatto che Claudio volesse dimostrare di essere il degno figlio del conquistatore della Germania, Druso. Egli si recò in Britannia nell'autunno del primo anno di guerra per essere presente alla vittoria finale. Questa fu la conquista della quale Claudio andò più orgoglioso.
In Germania, il legato della Germania Inferiore, Gneo Domizio Corbulone, diede prova delle sue grandi capacità militari con una campagna nelle terre dei Frisi e contro i pirati Cauci lungo le coste del Mare del Nord (47-48). Claudio però gli ordinò di ritirarsi al di qua del Reno. Non voleva ripetere le imprese del padre Druso.
Egli invece decise di annettere e controllare in modo "diretto", non più tramite principi o re "clienti", i territori a sud del grande fiume Danubio. Egli infatti in Tracia, da lungo tempo inquieta, una volta che era stato assassinato il sovrano regnante, decise che era ormai giunto il momento di annettere la regione (46). Completò, infine, le conquiste dei territori rimasti liberi fino al Danubio, annettendo le parti rimaste libere fino a quale momento della Rezia e del Norico nel 50 circa e trasferendo per la prima volta, in modo permanente sul Danubio, una legione (la XV Apollinaris, a Carnuntum).
Infine in Oriente, la Licia, dove si erano verificati dei disordini, divenne provincia nel 43, mentre pose sul trono di Giudea, l'amico Erode Agrippa I, per l'aiuto prestatogli in passato. Alla morte di Agrippa, nel 44, la Giudea ritornò ad essere una provincia romana, amministrata da procuratori. Nei confronti della Partia, dopo che morto Tiberio nel 37, i Parti erano riusciti a costringere ancora una volta l'Armenia a sottomettersi, Claudio riuscì ad ottenere il controllo dell'Armenia nel 47, ma solo per pochi anni, fino a quando il nuovo re Vologese I, riuscì ad insediare suo fratello Tiridate sul trono armeno verso la fine del regno di Claudio.
Sotto Nerone, il re della Partia, Vologese I, pose sul trono del regno d'Armenia il proprio fratello Tiridate, sul finire del 54. Questo convinse Nerone che fosse necessario avviare preparativi di guerra in vista di un'imminente campagna militare che vide coinvolte direttamente numerose legioni (III Gallica, IIII Scythica, V Macedonica, VI Ferrata, X Fretensis, XII Fulminata e XV Apollinaris) oltre a vexillationes di tante altre. La guerra vera e propria scoppiò nel 58 d.C. e le armate romane furono poste sotto il comando di uno dei più validi generali dell'epoca, Gneo Domizio Corbulone. Quest'ultimo, una volta riorganizzato l'esercito, penetrò nel 58 in Armenia e giunto fino alla capitale Artaxata riuscì ad impadronirsene dopo aver battuto lo stesso Tiridate. L'anno successivo fu la volta di Tigranocerta. Al termine delle operazioni, nel 60, pose Tigrane V sul trono di Armenia. Scoppiata una nuova crisi nel 62, in seguito alla quale, l'esercito del governatore della Cappadocia, Lucio Cesennio Peto, fu battuto dalle forze partico-armene, Corbulone fu costretto ad intervenire. Egli infatti raggiunse un accordo definitivo con il "re dei re" nel 63, restaurando il prestigio di Roma, e concludendo con Tiridate I di Armenia (sostituitosi a Tigrane V) un accordo che riconosceva il protettorato romano e che rimase pressoché invariato fino al principato di Traiano (98-117). Si spense così l'ultimo focolaio di guerra e Nerone poté fregiarsi del titolo di Imperator (Pacator) incoronando a Roma il re Tiridate I. E sempre nel corso del suo principato continuò la conquista della Britannia, anche se negli anni 60-61 fu interrotta da una rivolta capeggiata da una certa Budicca. Sappiamo, infine, che verso la fine del suo regno furono formate due nuove legioni, la I Italica nel 66 o 67 e la I Adiutrix nel 68 (quest'ultima potrebbe essere stata formata da Galba come la legio VII Gemina), forse per aumentare i presidi legionari lungo il limes danubiano (la prima) e quello renano (la seconda). Svetonio, infine, ci informa che la legio III Gallica venne inviata in Mesia, a difendere il confine sul Danubio all'epoca della morte di Nerone (68).

#### Dislocazione legioni nel 68 d.C.
Dopo la disfatta di Varo e la distruzione di tre intere legioni nel 9 (la legio XVII, XVIII e XIX), rimasero, durante tutto il principato di Tiberio solo 25 legioni. E se 8 nuove legioni furono create nel periodo compreso tra Caligola e la guerra civile del 68-69, 4 furono poi "sciolte", per cui sotto Vespasiano vi erano 29 legioni complessive: solo una in più, rispetto all'iniziale numero voluto da Augusto (di 28). In sostanza, se si ipotizzano in 5.500 armati per singola legione, il numero di legionari nel 9 d.C. si aggirava attorno ai 154.000, 137.500 dopo il 9, ma non oltre i 159.500 attorno al 70. La tabella sottostante riassume la dislocazione delle legioni (il cui numero può essere stimato da 30 a 31) alla morte dell'imperatore Nerone (68 d.C.):
| N. fortezze legionarie | unità legionaria                                                   | località antica   | località moderna     | provincia romana    |
| ---------------------- | ------------------------------------------------------------------ | ----------------- | -------------------- | ------------------- |
| 1                      | Legio IX Hispana:                                                  | Lindum            | Lincoln              | Britannia           |
| 2                      | Legio XX Valeria Victrix                                           | Viroconium        | Wroxeter             | Britannia           |
| 3                      | Legio II Augusta                                                   | Glevum            | Gloucester           | Britannia           |
| 4 e 5                  | Legio V Alaudae e legio XV Primigenia                              | Vetera            | Xanten               | Germania inferiore  |
| 6                      | Legio XVI Gallica                                                  | Novaesium         | Neuss                | Germania inferiore  |
| 7                      | Legio I Germanica                                                  | Bonna             | Bonn                 | Germania inferiore  |
| 8 e 9                  | Legio IIII Macedonica e Legio XXII Primigenia                      | Mogontiacum       | Magonza              | Germania superiore  |
| 10                     | Legio XXI Rapax                                                    | Vindonissa        | Windisch             | Germania superiore  |
| 11                     | Legio I Italica                                                    | Lugdunum          | Lione                | Gallia Lugdunensis  |
| 12                     | Legio I Adiutrix                                                   | Roma              | Roma                 | Italia              |
| 13 e 14                | Legio XIV Gemina e Legio VII Gemina                                | Carnuntum         | Altenburg-Petronell  | Pannonia            |
| 15                     | Legio XIII Gemina                                                  | Poetovio          | Ptuj                 | Pannonia            |
| 16                     | Legio XI Claudia                                                   | Burnum            | Suplja Crkva         | Dalmazia            |
| 17                     | Legio VII Claudia                                                  | Viminacium        | Kostolac             | Mesia               |
| 18                     | Legio III Gallica                                                  | Oescus            | Gigen                | Mesia               |
| 19                     | Legio VIII Augusta                                                 | Novae             | Svištov              | Mesia               |
| 20                     | Legio V Macedonica                                                 | Antiochia         | Antiochia            | Siria               |
| 21                     | Legio IV Scythica                                                  | Cyrrhus o Zeugma? | Khoros o Belkis?     | Siria               |
| 22                     | Legio VI Ferrata                                                   | Apamea            | Qalat al Madiq       | Siria               |
| 23                     | Legio X Fretensis                                                  | Laodicea          | Laodicea             | Siria               |
| 24                     | Legio XII Fulminata                                                | Raphaneae         |                      | Siria               |
| 25, 26 e 27            | Legio XXII Deiotariana, Legio III Cyrenaica e Legio XV Apollinaris | Nicopolis         | Alessandria d'Egitto | Egitto              |
| 25 e 26                | vexill. Legio XXII Deiotariana e Legio III Cyrenaica               | Coptos e Thebae   | Qift e Al Uqsur      | Egitto              |
| 28 e 29                | Legio III Augusta e Legio I Macriana liberatrix                    | Ammaedara         | Haidra               | Africa proconsolare |
| 30                     | Legio VII Gemina                                                   | Legio             | León                 | Hispania            |
| 31                     | Legio X Gemina                                                     | Petavonium        | Rosinos de Vidriales | Hispania            |

### I Flavi (69-96)

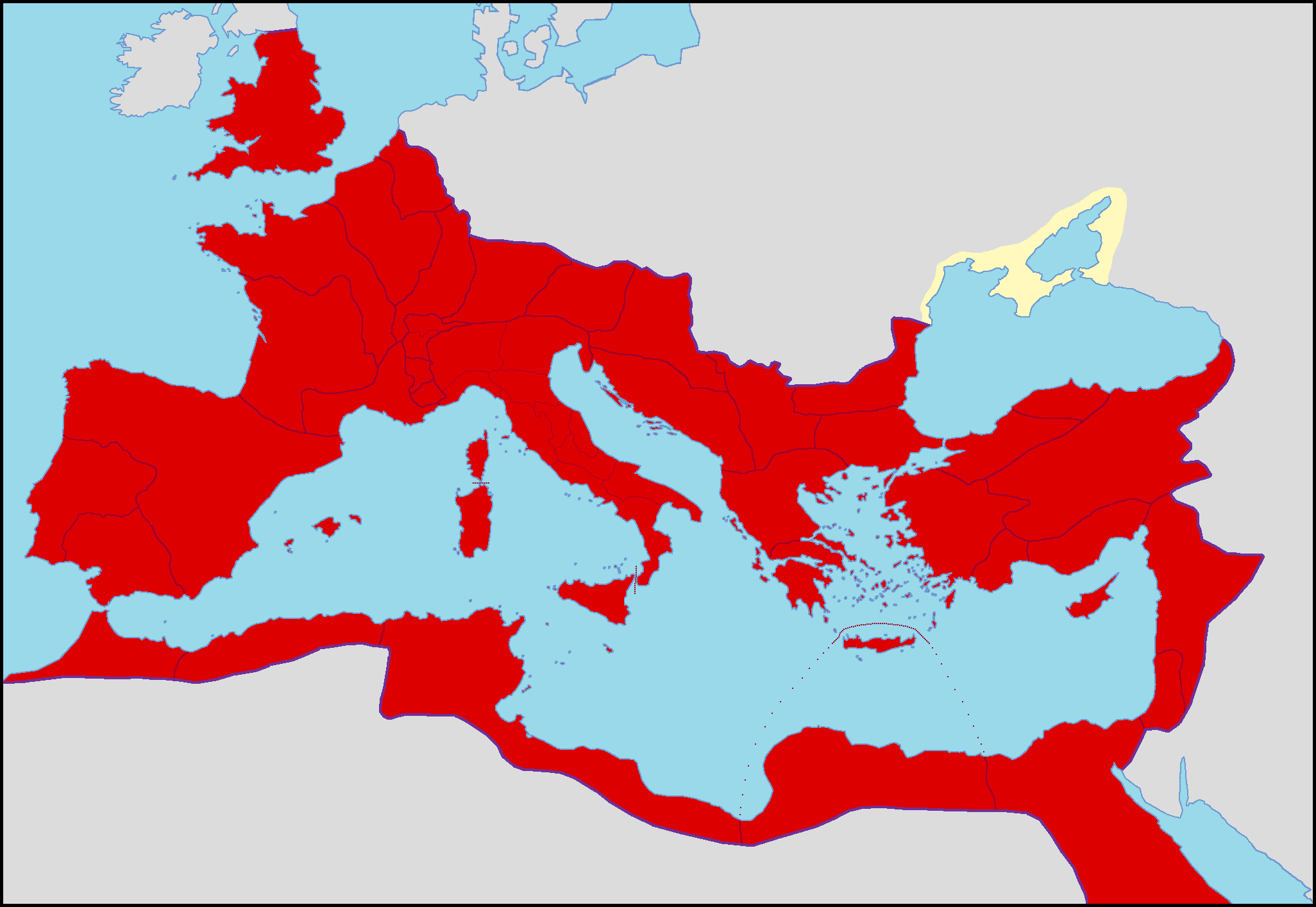
L'Impero romano alla morte di Domiziano nel 96.

Rimasto unico imperatore, Vespasiano, al termine della guerra civile (68-69), procedette per prima cosa: in Occidente a soffocare una difficile rivolta tra i Batavi, al termine della quale le frontiere lungo il Reno furono consolidate con una nuova riorganizzazione che portò anche allo scioglimento di quattro legioni (la I Germanica, IV Macedonica, XV Primigenia e XVI Gallica) e la loro sostituzione con altrettante (II Adiutrix Pia Fidelis, IV Flavia Felix, VII Gemina o Hispana o Galbiana e XVI Flavia Firma); contemporaneamente in Oriente, veniva sedata dal figlio Tito, una difficile rivolta in Giudea, che aveva portato alla conquista di Gerusalemme (nel 70), dove venne posta come guarnigione permanente la legio X Fretensis. In seguito a questi eventi due legioni furono trasferite lungo il fiume Eufrate in Cappadocia (la XII Fulminata e la XVI Flavia Firma). La legio XII Fulminata venne rimossa dalla Siria e, mentre prima era accampata a Raphana, venne inviata nella città chiamata Melitene posizionata presso l'Eufrate, lungo il confine tra il regno d'Armenia e la provincia di Cappadocia.
La legio V Macedonica e la legio XV Apollinaris, seguirono Tito, prima fino in Egitto. Poi egli marciò con l'esercito fino a Cesarea marittima, dove mise al sicuro l'enorme bottino e pose sotto custodia la grande massa di prigionieri, anche perché l'inverno gli impediva di prendere il mare per l'Italia. Infine Tito, tornato ad Alessandria, prima di imbarcarsi per l'Italia, inviò alle sedi di provenienza le due legioni che l'avevano accompagnato, la legio V Macedonica in Mesia, mentre la legio XV Apollinaris in Pannonia.
Pochi anni più tardi continuava in Occidente, più precisamente in Britannia, l'avanzata romana nell'isola, iniziando dal Galles (dal 77).
Morto Tito nell'81, il fratello minore Domiziano, adottò una politica estera estremamente aggressiva soprattutto in Occidente, cominciando tutta una serie di guerre lungo i confini imperiali, per renderne più sicure le sue frontiere, ma anche alla ricerca di glorie militari.
Con la fine dell'82 Domiziano, dopo l'ennesimo attacco da parte della popolazione germanica dei Catti, decise che era giunto il momento di occupare l'area germanica denominata Agri decumates, racchiusa tra le due sorgenti dei principali fiumi che costituivano il limes settentrionale dell'impero romano: Danubio e Reno. Questa prima avanzata, iniziata per la verità sotto Vespasiano (con le campagne del legato della Germania Superiore, Gneo Pinario Cornelio Clemente nel 73/74 per le quali ottenne gli ornamenta triumphalia) permise la creazione di una prima linea di fortificazioni artificiali nel Taunus-Wetterau, a cui se ne sarebbero aggiunte altre fino ad Antonino Pio, per un totale di 550 km. Va segnatato, inoltre, che per l'occasione, nell'82-83 fu formata una nuova legione, la I Minervia, a presidio del tratto di Germania inferiore.
Contemporaneamente fu lanciata un'offensiva in Britannia per la conquista della parte settentrionale dell'Isola contro il popolo dei Caledoni, lungo la frontiera del Gask Ridge (negli anni 82-84). E sempre in questi anni, il popolo dei Nasamoni, lungo il fronte meridionale nella provincia dell'Africa proconsolare, fu completamente annientato, perché non costituisse più un problema lungo questa frontiera meridionale.
Negli anni 85-89 fu, invece, la volta della Dacia di Decebalo, il quale aveva compiuto un'invasione in forze nella vicina provincia romana della Mesia, uccidendone il governatore. La risposta del nuovo imperatore non si fece attendere a lungo. Una simile concentrazione di truppe, raramente si era vista prima d'allora lungo le frontiere imperiali. E dopo tre anni di intensa guerra, quando il successo finale sembrava arridere a Domiziano (dove potrebbe essere stata distrutta una legione, o forse perduta un'aquila legionaria), una serie di eventi favorevoli a Decebalo ne impedì la sottomissione:
- la rivolta di un certo Lucio Antonio Saturnino che si era proclamato imperatore tra le legioni della Germania Superiore (nell'89), in seguito alla quale furono aboliti tutti i castra doppi.
- ed una rivolta armata delle popolazioni "clienti" che fino a quel momento avevano riconosciuto la sovranità di Roma e ne avevano protetto per decenni la frontiera della Pannonia, vale a dire i Marcomanni, i Quadi ed i Sarmati Iazigi, che durò per quasi un decennio (dall'89 al 97) e che portò alla distruzione di un'intera legione (più probabilmente la V Alaudae[69]).[70][71][72]

Questi eventi provocarono inevitabilmente il ritiro delle armate romane dalla Dacia e la stipulazione di un trattato di pace. Da entrambi i lati prevalsero gli atteggiamenti concilianti e diplomatici e l'onore fu salvo per entrambi.
Tutte queste guerre non fecero altro che rendere evidente che il settore "chiave" da difendere in futuro sarebbe stato l'intero limes danubiano, e che lungo questo tratto si sarebbe concentrato d'ora in poi la più grande armata dell'intero esercito romano. Gli spostamenti di questi anni evidenziarono, inoltre, una diminuzione di importanza del limes renano e di quello della Britannia.

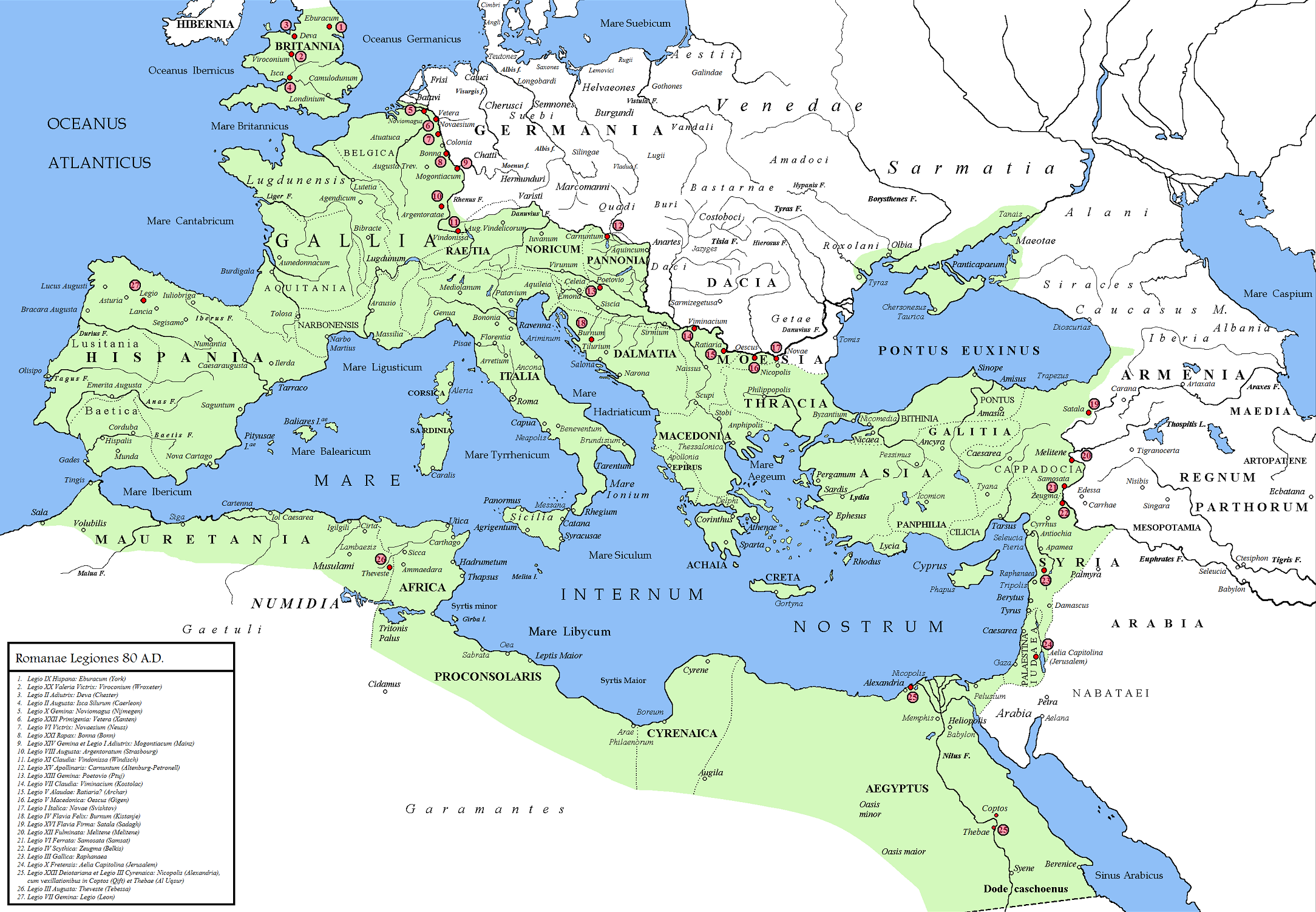
La dislocazione delle legioni romane alla morte di Vespasiano.

#### Dislocazione legioni nell'80 d.C.
Poco dopo la morte dell'imperatore Vespasiano c'erano 29 legioni, così come è evidenziato qui sotto nella tabella riassuntiva sulla loro dislocazione (attorno al 79-80):
| N. fortezze legionarie | unità legionaria                                     | località antica      | località moderna     | provincia romana    |
| ---------------------- | ---------------------------------------------------- | -------------------- | -------------------- | ------------------- |
| 1                      | Legio IX Hispana                                     | Eburacum             | York                 | Britannia           |
| 2                      | Legio XX Valeria Victrix                             | Viroconium           | Wroxeter             | Britannia           |
| 3                      | Legio II Adiutrix                                    | Deva Victrix         | Chester              | Britannia           |
| 4                      | Legio II Augusta                                     | Isca Silurum         | Caerleon             | Britannia           |
| 5                      | Legio X Gemina                                       | Noviomagus Batavorum | Nimega               | Germania inferiore  |
| 6                      | Legio XXII Primigenia                                | Vetera               | Xanten               | Germania inferiore  |
| 7                      | Legio VI Victrix                                     | Novaesium            | Neuss                | Germania inferiore  |
| 8                      | Legio XXI Rapax                                      | Bonna                | Bonn                 | Germania inferiore  |
| 9                      | Legio XIV Gemina e Legio I Adiutrix                  | Mogontiacum          | Magonza              | Germania superiore  |
| 10                     | Legio VIII Augusta                                   | Argentoratae         | Strasburgo           | Germania superiore  |
| 11                     | Legio XI Claudia                                     | Vindonissa           | Windisch             | Germania superiore  |
| 12                     | Legio XV Apollinaris                                 | Carnuntum            | Altenburg-Petronell  | Pannonia            |
| 13                     | Legio XIII Gemina                                    | Poetovio             | Ptuj                 | Pannonia            |
| 14                     | Legio VII Claudia                                    | Viminacium           | Kostolac             | Mesia               |
| 15                     | Legio V Alaudae                                      | Ratiaria?            | Archar               | Mesia               |
| 16                     | Legio V Macedonica                                   | Oescus               | Gigen                | Mesia               |
| 17                     | Legio I Italica                                      | Novae                | Svištov              | Mesia               |
| 18                     | Legio IV Flavia Felix                                | Burnum               | Kistanje             | Dalmazia            |
| 19                     | Legio XVI Flavia Firma                               | Satala               | Sadagh               | Cappadocia          |
| 20                     | Legio XII Fulminata                                  | Melitene             | Melitene             | Cappadocia          |
| 21                     | Legio VI Ferrata                                     | Samosata             | Samsat               | Siria               |
| 22                     | Legio IV Scythica                                    | Zeugma               | Belkis               | Siria               |
| 23                     | Legio III Gallica                                    | Raphana              |                      | Siria               |
| 24                     | Legio X Fretensis                                    | Aelia Capitolina     | Jerusalem            | Giudea              |
| 25                     | Legio XXII Deiotariana e Legio III Cyrenaica         | Nicopolis            | Alessandria d'Egitto | Egitto              |
| 25                     | vexill. Legio XXII Deiotariana e Legio III Cyrenaica | Coptos e Thebae      | Qift e Al Uqsur      | Egitto              |
| 26                     | Legio III Augusta                                    | Theveste             | Tébessa              | Africa proconsolare |
| 27                     | Legio VII Gemina                                     | Legio                | León                 | Hispania            |

### Imperatori adottivi e Antonini (96-192)

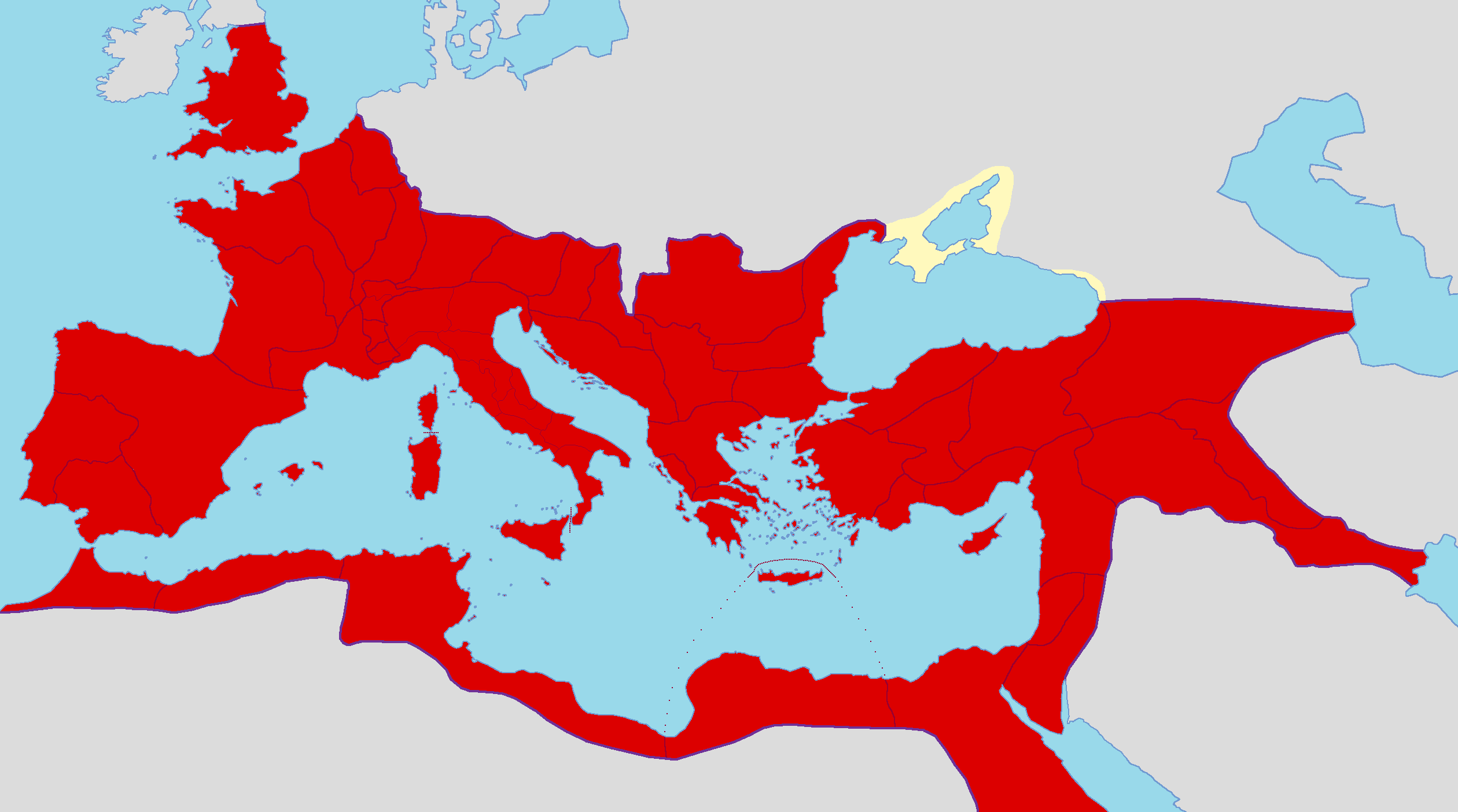
Il mondo romano alla morte di Traiano nel 117, nella sua massima espansione territoriale.

Il nuovo corso si aprì con la fine della crisi suebo-sarmatica, quando le armate romane, sotto l'alto comando del futuro imperatore Traiano, condussero una massiccia offensiva contro gli Iazigi della Sarmatia e le popolazioni suebe della Marcomannia. Quadi, Marcomanni e Iazigi alla fine di tre anni di duri e sanguinosi scontri si arresero. A Traiano questi successi meritarono un trionfo, il titolo di Germanicus e l'adozione da parte di Nerva (97).
L'anno successivo il nuovo imperatore, decise di potenziare il tratto di limes che includeva gli agri decumates e collegava il fiume Meno con il Neckar, il cosiddetto limes di Odenwald, che dal Meno presso Wörth raggiunge il medio Neckar a Wimpfen. Traiano, che aveva in mente la conquista della Dacia, sapeva, infatti, che prima di tutto doveva sistemare l'intero tratto di limes danubiano e renano, poi avrebbe potuto procedere ad attaccare le armate di Decebalo. Una guerra di questa portata, più volte auspicata fin dai tempi di Cesare, richiedeva però una preparazione accurata ed una riorganizzazione lungo il limes renano e nelle province dell'alto Danubio da cui trarre, se possibile, rinforzi per l'imminente campagna dacica, oltre alla formazione di un'intera legione, la XXX Ulpia Victrix, il cui numerale indicava che in quel momento (attorno al 99-101) vi erano esattamente 30 unità legionarie. Come dimostrarono gli eventi al termine della difficile conquista, tale occupazione avrebbe tenuto a bada le popolazioni di tutto il bacino carpatico, consentendo un tranquillo sviluppo del retroterra della Tracia e della Mesia, anche se non sembra fosse questo il reale obbiettivo di Traiano all'inizio della prima expeditio dacica. Al termine della conquista furono, quindi, dislocate nella neo provincia due legioni: la XIII Gemina ad Apulum e la IV Flavia a Berzobis. Contemporaneamente la fortezza legionaria di Ratiaria (nella Mesia superiore) fu chiusa (almeno fino all'abbandono della Dacia da parte di Aureliano nel 271-274) e fu aperta quella di Troesmis (nella Mesia inferiore). Al termine delle operazioni una legione sembra sia stata "sciolta", la XXI Rapax, ed una seconda potrebbe essere stata formata in sua sostituzione: la II Traiana Fortis, come sembra dimostrare lo stesso numerale, "2", ovvero seconda per formazione sotto l'Optimus Princeps.
Contemporaneamente, lungo il settore meridionale africano, a partire da Traiano i confini dell'Africa proconsolare si spinsero verso sud ed occidente occupando sempre più quei territori che erano appartenuti ai re di Numidia, fino alle alture dei monti dell'Aurès. Furono così costituite due linee fortificate, una a nord ed una a sud delle montagne dell'Aurès, presidiate da numerosi forti e fortini (oltre alla fortezza legionaria di Lambaesis) integrata da un fossatum lungo l'intero fronte, con avamposti nel deserto stesso.
Nel 113, Traiano decise di procedere all'invasione del regno dei Parti. Il motivo era la necessità di ripristinare sul trono d'Armenia un re che non fosse un fantoccio nelle mani del re parto. Egli riuscì non solo a sottomettere l'Armenia, facendone una nuova provincia, ma fu il primo romano ad occupare la capitale dei Parti, Ctesifonte (nel 116) e raggiungere il golfo persico. La salute malferma e la morte improvvisa chiusero questo primo capitolo di offensive romane in territorio partico nel 117. Il successore, Publio Elio Traiano Adriano, decise al contrario di ripristinare lo status quo precedente ai primi scontri e riportò i confini imperiali lungo il fiume Eufrate.
Tornando al fronte africano, questa volta orientale (Egitto), la legio III Cyrenaica fu trasferita nella nuova provincia di Arabia verso il 127, mentre sembra che la legio XXII Deiotariana potrebbe essere stata distrutta o seriamente decimata nella terza guerra giudaica del 132-135, sebbene non vi siano prove certe di un coinvolgimento della legione negli avvenimenti della sommossa di Simon Bar Kokheba. Almeno dal 128, se non prima, con lo stanziamento a Nicopoli della legio II Traiana Fortis, l'exercitus in Egitto fu ridotto ad una sola legio. Questa riduzione delle legioni non deve trarre in inganno: alla diminuzione di forze legionarie corrispose un aumento di forze ausiliarie. Se infatti reali pericoli esterni non ve ne furono, la situazione interna vide al contrario il progressivo aumento di tensioni sociali, dal brigantaggio nella chora, sino ad aperte ribellioni, come nel caso della rivolta giudaica del 115-117 o della sommossa dei Bukoloi del 172, durante il principato di Marco Aurelio, a causa dell'eccessiva tassazione.
Lungo il fronte settentrionale danubiano, le popolazioni suebe, ormai alleate di Roma dal 97, si risvegliavano attorno al 135, tanto da costringere l'imperatore Adriano, ad inviare lungo il fronte pannonico il suo erede designato, Elio Cesare, per combatterle nel corso di due campagne 136-137. La guerra si protrasse anche negli anni successivi. Un certo Tito Haterio Nepote ottenne, infatti, gli ornamenta triumphalia, al principio del regno di Antonino Pio, mentre le guerre cessarono attorno al 142, come viene attestato anche dalla coniazione di monete che celebravano "Rex Quadi datus". Si trattava solo della prima avvisagli di ciò che sarebbe accaduto venticinque anni più tardi sotto il regno di Marco Aurelio.

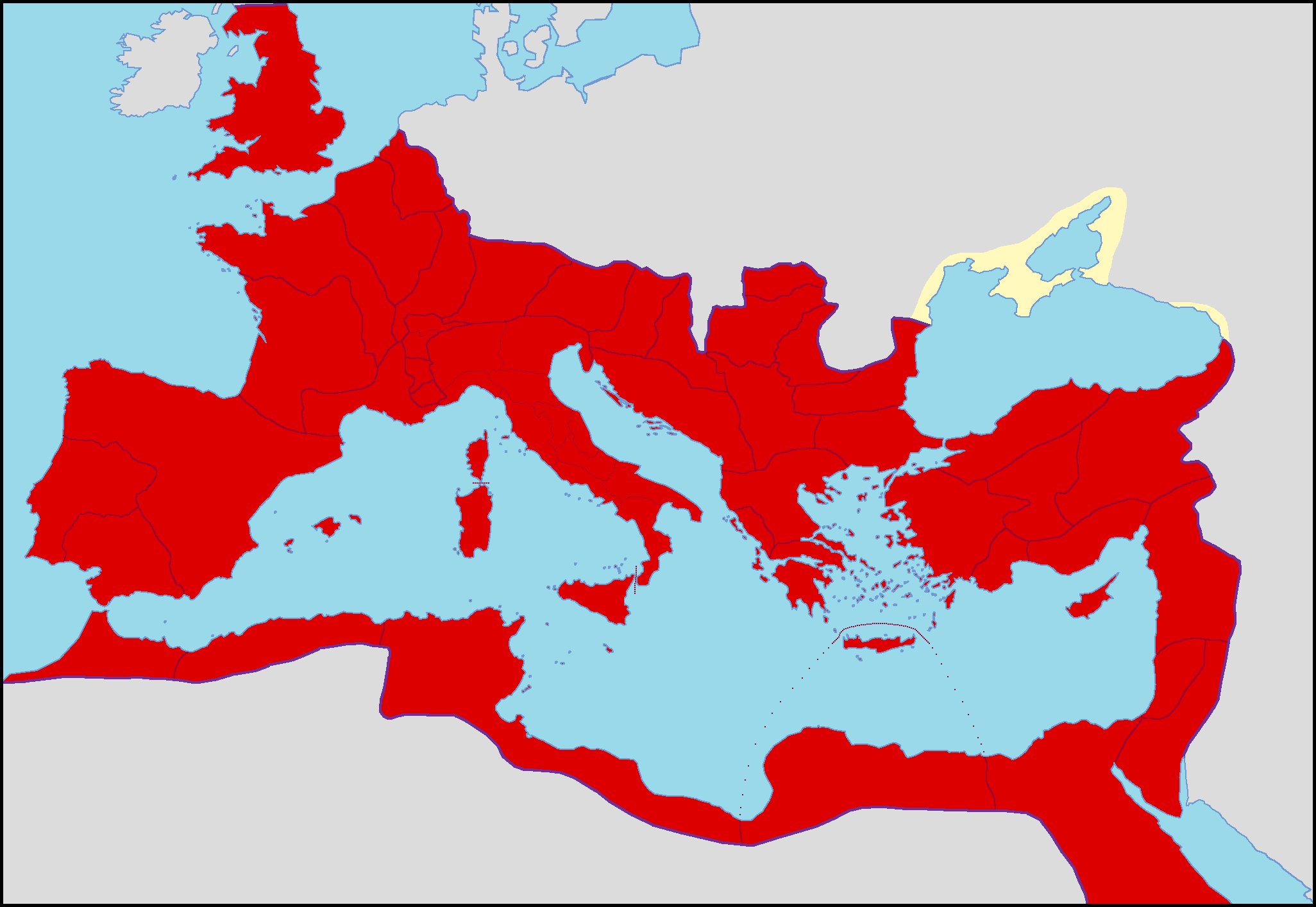
Il mondo romano nel 150, al tempo di Antonino Pio.

Tra il 163 ed il 166 Lucio Vero fu costretto dal fratello, Marco Aurelio a condurre una nuova campagna in Oriente contro i Parti, che l'anno precedente avevano attaccato i territori romani di Cappadocia e Siria ed avevano distrutto un'intera legione (la IX Hispana). Il nuovo imperatore lasciò che fossero i suoi stessi generali ad occuparsene, tra cui lo stesso Avidio Cassio (che riuscì ad usurpare il trono imperiale, anche se solo per pochi mesi, dieci anni più tardi nel 175). Le armate romane, come cinquant'anni prima quelle di Traiano, riuscirono anche questa volta ad occupare i territori fino alla capitale dei Parti, Ctesifonte. La peste scoppiata durante l'ultimo anno di campagna, nel 166, costrinse i Romani a ritirarsi da parte dei territori appena conquistati, portando questa terribile malattia all'interno dei suoi stessi confini, e flagellandone la sua popolazione per oltre un ventennio. Sembra, infatti, che queste campagne abbiano portato all'occupazione permanente dei territori ad est dell'Eufrate e la creazione delle province di Mesopotamia e Armenia da parte dei Romani, difesa anche in fasi successive durante l'intero III secolo (da Settimio Severo a Diocleziano-Galerio).
Appena terminata questa fase offensiva in Oriente, l'impero romano dovette affrontare una crisi ben più grave in Occidente. L'imperatore Marco Aurelio e suo figlio Commodo, furono costretti a combattere contro le popolazioni germaniche e sarmatiche a nord del Danubio dal 166/167 al 188. È probabile che Marco Aurelio avesse in progetto fin dagli inizi del suo regno l'occupazione permanente dei territori a nord del medio danubio. Non a caso formò attorno al 165-166 due nuove legioni: si trattava della II e III Italica. E se alla fine sia le popolazioni germaniche, sia quelle sarmatiche furono battute, dopo la morte dell'imperatore filosofo, il figlio Commodo disattese alle aspettative paterne e rinunciò a dare loro il colpo di grazia, evitando di fare di questi territori due nuove province a nord del medio corso del Danubio: la Marcomannia e la Sarmatia.

#### Dislocazione legioni nel 180 d.C.
Alla morte di Marco Aurelio c'erano 30 legioni, così come è evidenziato qui sotto nella tabella riassuntiva sulla loro dislocazione (nel 180):
| N. fortezze legionarie | unità legionaria         | località antica  | località moderna     | provincia romana    |
| ---------------------- | ------------------------ | ---------------- | -------------------- | ------------------- |
| 1                      | Legio VI Victrix:        | Eburacum         | York                 | Britannia           |
| 2                      | Legio XX Valeria Victrix | Deva Victrix     | Chester              | Britannia           |
| 3                      | Legio II Augusta         | Isca Silurum     | Caerleon             | Britannia           |
| 4                      | Legio XXX Ulpia Victrix  | Vetera           | Xanten               | Germania inferiore  |
| 5                      | Legio I Minervia         | Bonna            | Bonn                 | Germania inferiore  |
| 6                      | Legio XXII Primigenia    | Mogontiacum      | Magonza              | Germania superiore  |
| 7                      | Legio VIII Augusta       | Argentoratae     | Strasburgo           | Germania superiore  |
| 8                      | Legio III Italica        | Castra Regina    | Ratisbona            | Rezia               |
| 9                      | Legio II Italica         | Lauriacum        | Enns                 | Norico              |
| 10                     | Legio X Gemina           | Vindobona        | Vienna               | Pannonia superiore  |
| 11                     | Legio XIV Gemina         | Carnuntum        | Altenburg-Petronell  | Pannonia superiore  |
| 12                     | Legio I Adiutrix         | Brigetio         | Komárom              | Pannonia superiore  |
| 13                     | Legio II Adiutrix        | Aquincum         | Budapest             | Pannonia inferiore  |
| 14                     | Legio IIII Flavia Felix  | Singidunum       | Belgrado             | Mesia superiore     |
| 15                     | Legio VII Claudia        | Viminacium       | Kostolac             | Mesia superiore     |
| 16                     | Legio XIII Gemina        | Apulum           | Alba Iulia           | Tre Dacie           |
| 17                     | Legio V Macedonica       | Potaissa         | Turda                | Tre Dacie           |
| 18                     | Legio I Italica          | Novae            | Svištov              | Mesia inferiore     |
| 19                     | Legio XI Claudia         | Durostorum       | Silistra             | Mesia inferiore     |
| 20                     | Legio XV Apollinaris     | Satala           | Sadagh               | Cappadocia          |
| 21                     | Legio XII Fulminata      | Melitene         | Melitene             | Cappadocia          |
| 22                     | Legio IV Scythica        | Zeugma           | Belkis               | Syria               |
| 23                     | Legio XVI Flavia Firma   | Samosata         | Samsat               | Syria               |
| 24                     | Legio III Gallica        | Raphaneae        |                      | Syria               |
| 25                     | Legio X Fretensis        | Aelia Capitolina | Jerusalem            | Syria Palaestina    |
| 26                     | Legio VI Ferrata         | Caparcotna       | Kfar Otnay           | Syria Palaestina    |
| 27                     | Legio III Cyrenaica      | Bostra           | Bosra                | Arabia Petraea      |
| 29                     | Legio II Traiana Fortis  | Nicopolis        | Alessandria d'Egitto | Egitto              |
| 29                     | Legio III Augusta        | Lambaesis        | Lambèse              | Africa proconsolare |
| 30                     | Legio VII Gemina         | Legio            | León                 | Hispania            |

### I Severi (193-235)
Il nuovo imperatore, Settimio Severo, intraprese una nuova guerra contro i Parti in due riprese. La prima fu condotta nel 195 al termine della quale ricostituì la provincia di Mesopotamia ponendovi a presidio due delle tre nuove legioni appena create (la legio I e la III Parthica; la legio II fu invece lasciata a presidio di Roma nei castra Albana), sotto la guida di un prefetto di rango equestre. La seconda campagna fu condotta dall'estate del 197 alla primavera del 198. Durante questa guerra i suoi soldati saccheggiarono nuovamente la capitale dei Parti, Ctesifonte e per questi successi si meritò l'appellativo di Adiabenicus e Parthicus maximus, oltre alla costruzione di un arco di Trionfo.
Pochi anni più tardi (attorno al 203), lungo il fronte meridionale africano, venne creato un nuovo tratto di limes in Tripolitania, la cui riorganizzazione, seppure cominciata sotto l'imperatore Commodo, fu dovuta principalmente a Settimio Severo, imperatore "africano" di Leptis Magna, il quale riuscì a portare l'Impero romano alla sua massima espansione in Africa settentrionale ed a rivolgere particolare attenzione al limes di questo settore. Si trattava di un sistema di difese a protezione soprattutto delle tre più importanti città (commerciali) della costa (da cui il nome di Tripolitania): Sabratha, Oea e Leptis Magna.
Il fronte settentrionale tornò a dare grossi problemi a partire dal 212, dopo quasi quarant'anni di pace, dopo la fine delle guerre marcomanniche. I Catti furono i primi a dare l'assalto, in questo caso al limes germanico-retico, e per la prima volta nella storia furono menzionati gli Alemanni. L'imperatore Caracalla fu costretto a partire per il fronte ed a condurre una campagna contro queste genti germaniche negli agri decumati. Sempre nello stesso periodo sarebbero da attribuire anche due altre incursioni in Dacia e in Pannonia inferiore (attorno ad Aquincum), ad opera di Carpi e Vandali. Caracalla fu così costretto a partire per il fronte danubiano dove si erano verificate nuove incursioni tra Brigetio ed Aquincum da parte di Quadi e Sarmati Iazigi. L'imperatore, nel tentativo di cercare di mantenere inalterata la situazione clientelare lungo il Danubio, fu costretto a giustiziare il re dei Quadi, Gabiomaro, ed a battere anche gli Iazigi. In seguito a questi avvenimenti, la Pannonia inferiore fu ampliata: ora includeva anche la fortezza legionaria di Brigetio, in modo che ognuna delle due Pannonie potesse disporre di due legioni. Caracalla, infine, giunto in Dacia, riuscì a respingere la prima invasione di Goti e Carpi.
Al termine del 215, Caracalla, fu costretto ad intervenire anche in Oriente contro i Parti. Egli, infatti, alla testa di un'armata di 60.000 uomini penetrò nel territorio dei Parti riuscendo a portare la frontiera della provincia romana di Mesopotamia ancora più ad oriente, anche se un tentativo di invadere l'Armenia si rivelò del tutto inutile. L'anno seguente (nel 216) decise di invadere la Media, devastando l'Adiabene fino ad Arbela. Al termine di quest'anno tornò a svernare ad Edessa, ma l'anno successivo fu ucciso durante una gita a Carre, interrompendo una nuova possibile campagna contro i Parti.
Nel 228 e nel 231-232, al tempo di Alessandro Severo, ancora gli Iazigi portarono una nuova incursione lungo il limes della Pannonia inferiore, e due anni più tardi, nel 230, fu la volta dei Borani, i quali attaccarono la guarnigione romana del Regno del Bosforo Cimmerio, nell'attuale Crimea, mentre ancora i Goti, riuscirono ad occupare la città di Olbia (presso la moderna Odessa), in mano romana dai tempi di Nerone.
Nel 230, nonostante una soluzione diplomatica offerta dall'imperatore romano Alessandro Severo, i Persiani sasanidi penetrarono in Mesopotamia cercando senza riuscirvi di conquistare Nisibi e compirono diverse incursioni in Siria e Cappadocia. I Romani organizzarono allora una spedizione (anche con la costituzione di una nuova legione, la IV Italica), col supporto del regno d'Armenia, e invasero la Media nel 232 puntando alla capitale Ctesifonte, già diverse volte catturata al tempo dei Parti. Ardashir I riuscì a respingere l'assalto a prezzo di numerose perdite, il che lo convinse a mettere da parte temporaneamente le sue mire espansionistiche fino alla costa mediterranea, ed a concentrarsi nel consolidamento del suo potere ad oriente, contemporaneamente l'imperatore romano fu costretto a tornare lungo il fronte settentrionale, che era tornato da dare problemi.
Nel 233, infatti, il Norico ed il limes germanico-retico, furono attaccati dagli Alemanni, tanto da costringere lo stesso imperatore, Alessandro Severo (nel 234-235) ad intervenire direttamente, respingendoli anche con l'elargizione di grandi somme di denaro date ai barbari, provocando, però, lo sdegno delle sue legioni, che lo trucidarono e proclamarono imperatore Massimino Trace.

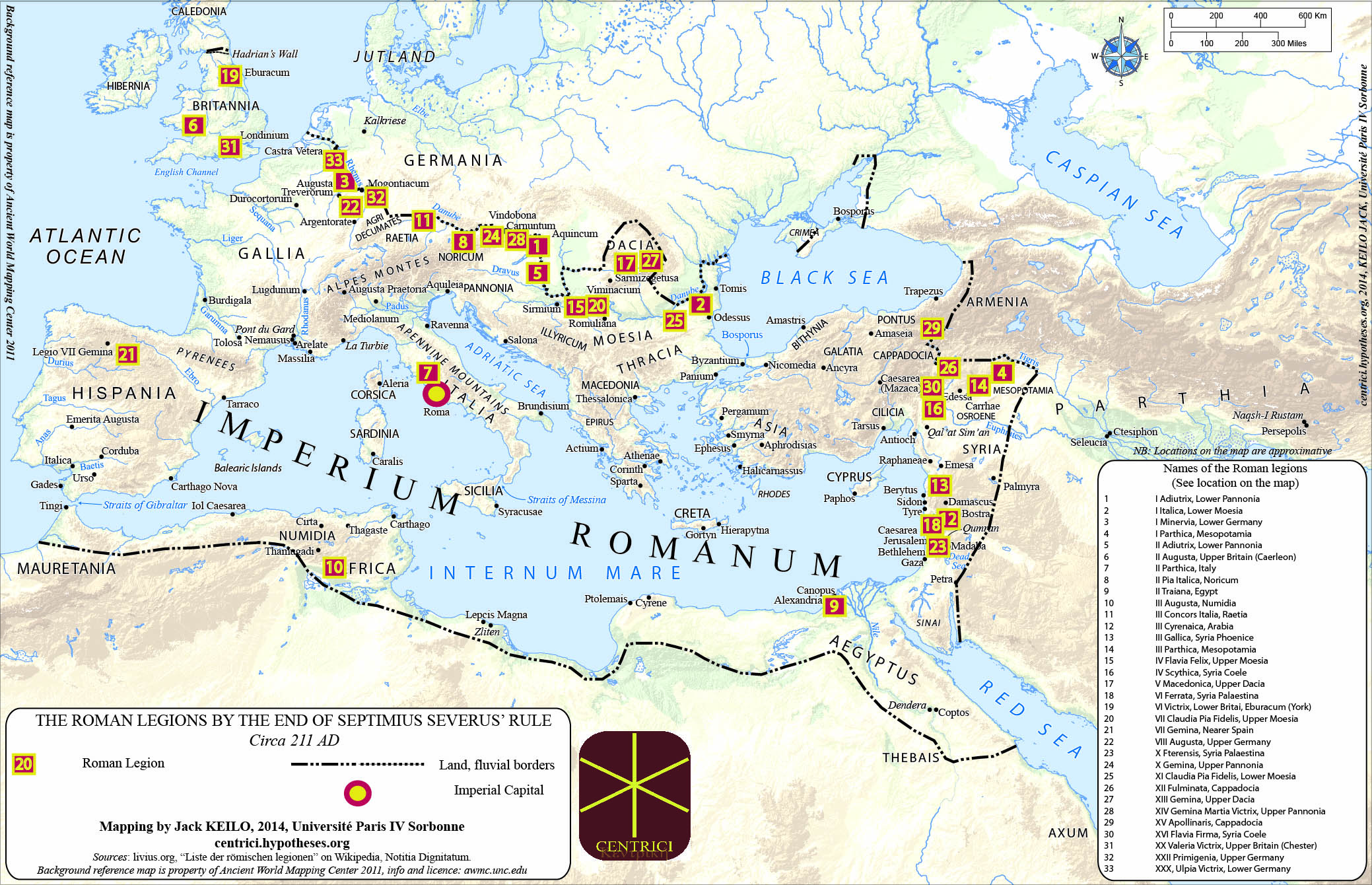
La dislocazione delle legioni romane alla morte di Settimio Severo nel 211.

#### Dislocazione legioni nel 235 d.C.
Alla morte di Alessandro Severo c'erano 34 legioni, così come è evidenziato qui sotto nella tabella riassuntiva sulla loro dislocazione (nel 235):
| N. fortezze legionarie | unità legionaria                        | località antica  | località moderna     | provincia romana       |
| ---------------------- | --------------------------------------- | ---------------- | -------------------- | ---------------------- |
| 1                      | Legio VI Victrix:                       | Eburacum         | York                 | Britannia inferiore    |
| 2                      | Legio XX Valeria Victrix                | Deva Victrix     | Chester              | Britannia inferiore    |
| 3                      | Legio II Augusta                        | Isca Silurum     | Caerleon             | Britannia superiore    |
| 4                      | Legio XXX Ulpia Victrix                 | Vetera           | Xanten               | Germania inferiore     |
| 5                      | Legio I Minervia                        | Bonna            | Bonn                 | Germania inferiore     |
| 6                      | Legio XXII Primigenia                   | Mogontiacum      | Magonza              | Germania superiore     |
| 7 e 8                  | Legio VIII Augusta e legio IIII Italica | Argentoratae     | Strasburgo           | Germania superiore     |
| 9                      | Legio III Italica                       | Castra Regina    | Ratisbona            | Rezia                  |
| 10                     | Legio II Italica                        | Lauriacum        | Enns                 | Norico                 |
| 11                     | Legio X Gemina                          | Vindobona        | Vienna               | Pannonia superiore     |
| 12                     | Legio XIV Gemina                        | Carnuntum        | Altenburg-Petronell  | Pannonia superiore     |
| 13                     | Legio I Adiutrix                        | Brigetio         | Komárom              | Pannonia inferiore     |
| 14                     | Legio II Adiutrix                       | Aquincum         | Budapest             | Pannonia inferiore     |
| 15                     | Legio IIII Flavia Felix                 | Singidunum       | Belgrado             | Mesia superiore        |
| 16                     | Legio VII Claudia                       | Viminacium       | Kostolac             | Mesia superiore        |
| 17                     | Legio XIII Gemina                       | Apulum           | Alba Iulia           | Tre Dacie              |
| 18                     | Legio V Macedonica                      | Potaissa         | Turda                | Tre Dacie              |
| 19                     | Legio I Italica                         | Novae            | Svištov              | Mesia inferiore        |
| 20                     | Legio XI Claudia                        | Durostorum       | Silistra             | Mesia inferiore        |
| 21                     | Legio XV Apollinaris                    | Satala           | Sadagh               | Cappadocia             |
| 22                     | Legio XII Fulminata                     | Melitene         | Melitene             | Cappadocia             |
| 23                     | Legio III Parthica                      | Nisibis          | Nusaybin             | Mesopotamia            |
| 24                     | Legio I Parthica                        | Singara          | Sinjar               | Mesopotamia e Osrhoene |
| 25                     | Legio IV Scythica                       | Zeugma           | Belkis               | Syria Coele            |
| 26                     | Legio XVI Flavia Firma                  | Sura             | Sura                 | Syria Coele            |
| 27                     | Legio III Gallica                       | Danaba           | Mehin                | Syria Phoenicia        |
| 28                     | Legio X Fretensis                       | Aelia Capitolina | Jerusalem            | Syria Palaestina       |
| 29                     | Legio VI Ferrata                        | Caparcotna       | Kfar Otnay           | Syria Palaestina       |
| 30                     | Legio III Cyrenaica                     | Bostra           | Bosra                | Arabia Petraea         |
| 31                     | Legio II Traiana Fortis                 | Nicopolis        | Alessandria d'Egitto | Egitto                 |
| 32                     | Legio III Augusta                       | Lambaesis        | Lambèse              | Numidia                |
| 33                     | Legio II Parthica                       | Castra Albana    | Albano Laziale       | Italia                 |
| 34                     | Legio VII Gemina                        | Legio            | León                 | Hispania               |

### L'anarchia militare (235-284)

Il mondo romano alla morte di Gallieno nel 268.

#### Quadro politico
Tale periodo è da ricercarsi nell'ambito della crisi del terzo secolo che invade l'impero romano, ovvero dal 235 anno dell'ascesa al trono di Massimino il Trace a quella di Diocleziano del 284. Durante i circa 50 anni della crisi si alternarono più di venti imperatori cosiddetti "legittimi" ed un numero doppio di usurpatori sul trono di Roma. L'impero romano attraversò sotto Gallieno (253-268) uno dei periodi più "bui" della sua storia. L'impero fu infatti diviso in tre parti: ad Occidente l'Impero delle Gallie (retto da tutta una serie di usurpatori come Postumo, Leliano, Marco Aurelio Mario, Vittorino, Domiziano II e Tetrico fino al 274) ed a Oriente il Regno di Palmira (dove si alternarono prima Settimio Odenato nominato da Gallieno corrector totius Orientis dal 262 poi il figlio Vaballato insieme alla madre Zenobia (fino al 272).
A Gallieno, ucciso da una congiura dei suoi stessi generali nel 268, gli successero una serie di imperatori illirici che riuscirono a bloccare la crisi del III secolo, evitando conseguenze ben più gravi. Si trattava di Claudio il Gotico (268-270), Aureliano (270-275), Marco Aurelio Probo (276-282), Marco Aurelio Caro con i figli Marco Aurelio Carino e Numeriano (283-285) ed infineDiocleziano, il quale, pensando che il sistema di governo dell'impero fosse inefficace per garantire un adeguato controllo di un territorio tanto vasto e militarmente minacciato su più fronti, nel 293 istituì la cosiddetta tetrarchia, un sistema di governo che divideva l'impero in due macro aree, una occidentale e l'altra orientale, a loro volta suddivise in altre due sub-aree.

#### Guerre e spostamenti legionari
Il quadro politico così instabile dell'Impero romano, qui sopra esposto, portò il primo sovrano sasanide, Ardashir I, ad attaccare la Mesopotamia romana nel 236, conquistando Nisibis (237), Carre (238), Doura Europos (239) e Hatra (241), sfruttando il fatto che l'impero romano era impegnato lungo il fronte settentrionale dai continui e martellanti attacchi delle popolazioni germaniche di Goti ed Alamanni. Negli anni 235-238 Massimino Trace, che riteneva fosse una priorità dell'Impero la guerra "antigermanica", continuò a combattere prima contro gli Alemanni, poi contro i sarmati Iazigi della piana del Tibisco, nel tentativo di emulare il grande Marco Aurelio e conquistare la libera Germania Magna, ed infine contro Carpi e Goti in Mesia inferiore, sconfiggendo questi ultimi nei pressi di Histropolis,
Il suo successore Gordiano III, negli anni 242-243, sotto il prefetto del pretorio Timesiteo riuscì a battere una coalizione di Carpi, Goti e Sarmati lungo le frontiere della Mesia inferiore, prima di potersi dirigere contro i Persiani.
(Historia Augusta - Gordiano III, 26.3-4.)
La reazione romana all'invasione sasanide arrivò, quindi, solo sette anni più tardi, nel 243 con l'imperatore Gordiano III, il quale, deciso a riconquistare i territori perduti, iniziò la campagna contro Sapore, quando questi era occupato a soggiogare le popolazioni sul Mar Caspio. L'esercito romano attraversò l'Eufrate a Zeugma, riconquistò le città di frontiera di Carre ed Edessa, sconfiggendo Sapore nella battaglia di Resena, riprese anche Nisibis e Singara, puntando dritto sulla capitale sasanide di Ctesifonte. Il corso della guerra cambiò quando il prefetto del pretorio, Timesiteo, vero comandante in capo delle forze romane, morì, ed a metà febbraio del 244, i due eserciti si scontrarono nuovamente a Mesiche (non lontano da Ctesifonte), avendo la meglio, questa volta, Sapore. Gordiano morì, forse assassinato, ed il suo successore Filippo l'Arabo, per ottenere la pace da Sapore, e portare il proprio esercito fuori dal territorio nemico, dovette accettare di non intervenire più nella politica armena. Rimasero, però, sotto il controllo imperiale romano parte della Mesopotamia fino a Singara, al punto che Filippo si sentì autorizzato a fregiarsi del titolo di Persicus maximus. In seguito a questi eventi la legio IV Italica rimase in Mesopotamia almeno fino Diocleziano.
Pochi anni più tardi lungo il fronte settentrionale, a partire dal 245, i Carpi della Dacia ripresero a compiere nuove incursioni nel territorio della Mesia inferiore, e solo nel 247, Filippo l'Arabo ottenne brillanti successi contro di loro, tanto che in questo periodo fu istituito un comando militare generale e centralizzato a Sirmio, per l'intera frontiera del medio e basso Danubio, comprendente le province di Pannonia inferiore, Mesia superiore ed inferiore, oltre alle Tre Dacie. Poco dopo fu la volta dei Goti, i quali furono fermati dal generale, Decio Traiano, futuro imperatore, presso la città di Marcianopoli, che era rimasta sotto assedio per lungo tempo, a causa dell'ignoranza dei Germani in fatto di macchine d'assedio.

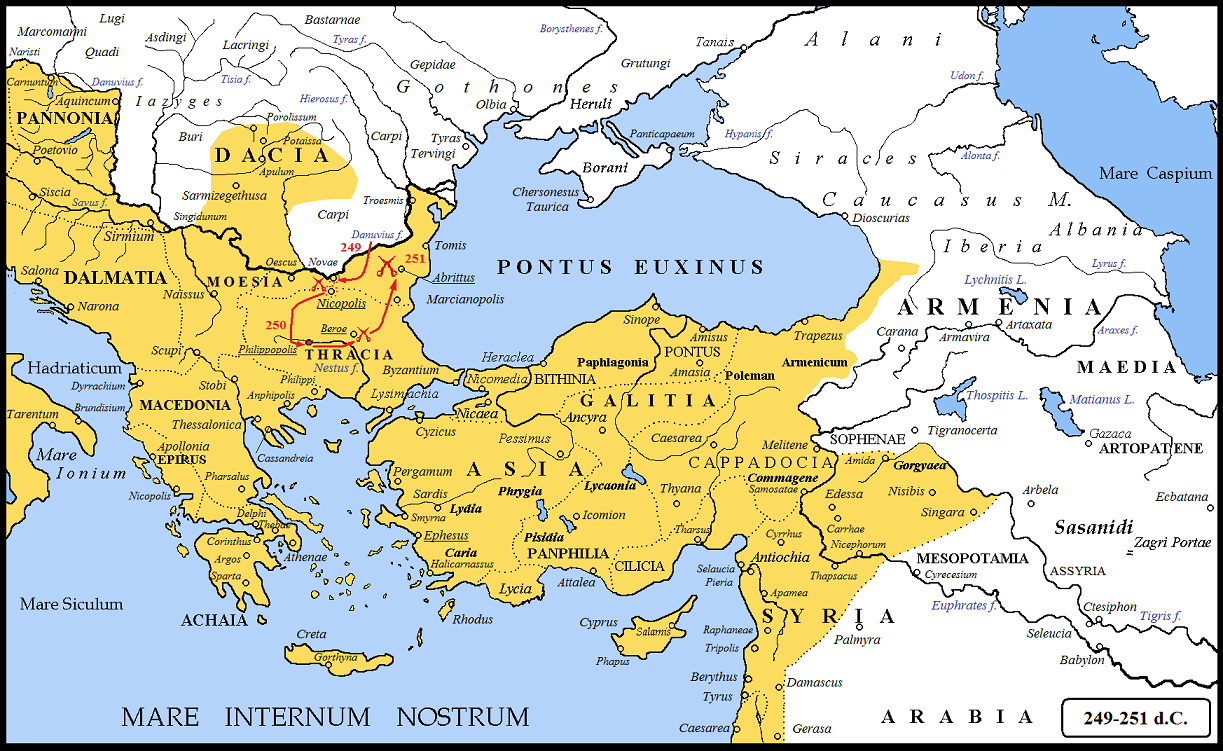
Invasioni dei Carpi e Goti di Cniva negli anni 249-251.

Nel 251 in seguito all'ennesima invasione di Goti e Carpi lungo il basso Danubio, l'imperatore Decio fu sconfitto e cadde nella battaglia di Abrittus, in Dobrugia, e con lui anche il figlio maggiore, Erennio Etrusco. Era la prima volta che un imperatore romano cadeva in battaglia contro un nemico straniero. Una nuova ondata di Goti, Borani, Carpi ed Eruli nel 253 portò distruzione fino a Pessinunte ed Efeso via mare, e poi via terra fino ai territori della Cappadocia. E mentre Emiliano, allora governatore della Mesia inferiore, era costretto a ripulire i territori romani a sud del Danubio dalle orde dei barbari, scontrandosi vittoriosamente ancora una volta con il capo dei Goti, Cniva (primavera del 253) e ottenendo grazie a questi successi il titolo di imperatore, ne approfittarono le armate dei Sasanidi di Sapore I, che provocarono un contemporaneo sfondamento del fronte orientale, penetrando in Mesopotamia e Siria fino ad occupare la stessa Antiochia. È probabile che i vari assalti condotti con successo da parte dei barbari abbiano generato in Sapore I la consapevolezza che un attacco ben programmato e contemporaneo da parte del re dei Sasanidi avrebbe permesso alle sue armate di dilagare nelle province orientali romane, con il proposito di congiungersi ai Goti stessi provenienti dalle coste del Mar Nero.
Le truppe persiane erano, infatti, riuscite ad occupare la provincia di Mesopotamia e ad impossessarsi della stessa Antiochia, che avevano razziato recuperando un ingente bottino e numerosi prigionieri (253). Negli anni successivi le incursioni persiane continuarono, fino al 260, sottraendo importanti roccaforti al dominio romano anche in Siria, tra cui Carre, Nisibi (252), Doura Europos (256) e costringendo ancora una volta Antiochia a capitolare (nel 252). L'imperatore Valeriano fu, così, costretto ad intervenire, arruolando anche una nuova legione, la V Martia. Egli si diresse in Cappadocia e in Bitinia per portar soccorso alle popolazioni di questa provincia, riuscendo poi a riconquistare la capitale della Siria, l'anno successivo (257). La campagna proseguì con buoni risultati contro i Persiani fino a tutto il 259. Giunto ad assediare Edessa con grandi difficoltà, a causa di una pestilenza dilagante, recatosi ad un incontro con il re persiano, sembra fu fatto prigioniero a tradimento nell'aprile-maggio del 260.
(Zosimo, Storia nuova, I, 36.2.)
Il figlio, Gallieno, trovandosi in quello stesso periodo a dover combattere lungo il fronte del basso Danubio contro i Goti, dovette rinunciare a compiere un'ulteriore spedizione per liberare il padre. Egli preferì designare Settimio Odenato, principe di Palmira, del titolo di imperator, dux e corrector totius Orientis (una forma amministrativa da porre guida e difesa dei confini orientali, come lo era stato in passato con Marco Vipsanio Agrippa per Augusto dal 19 al 14 a.C., o con Avidio Cassio per Marco Aurelio negli anni 170-175), con l'obiettivo di allontanare sia la minaccia sasanidi sia quella dei Goti, che infestavano le coste dell'Asia Minore.

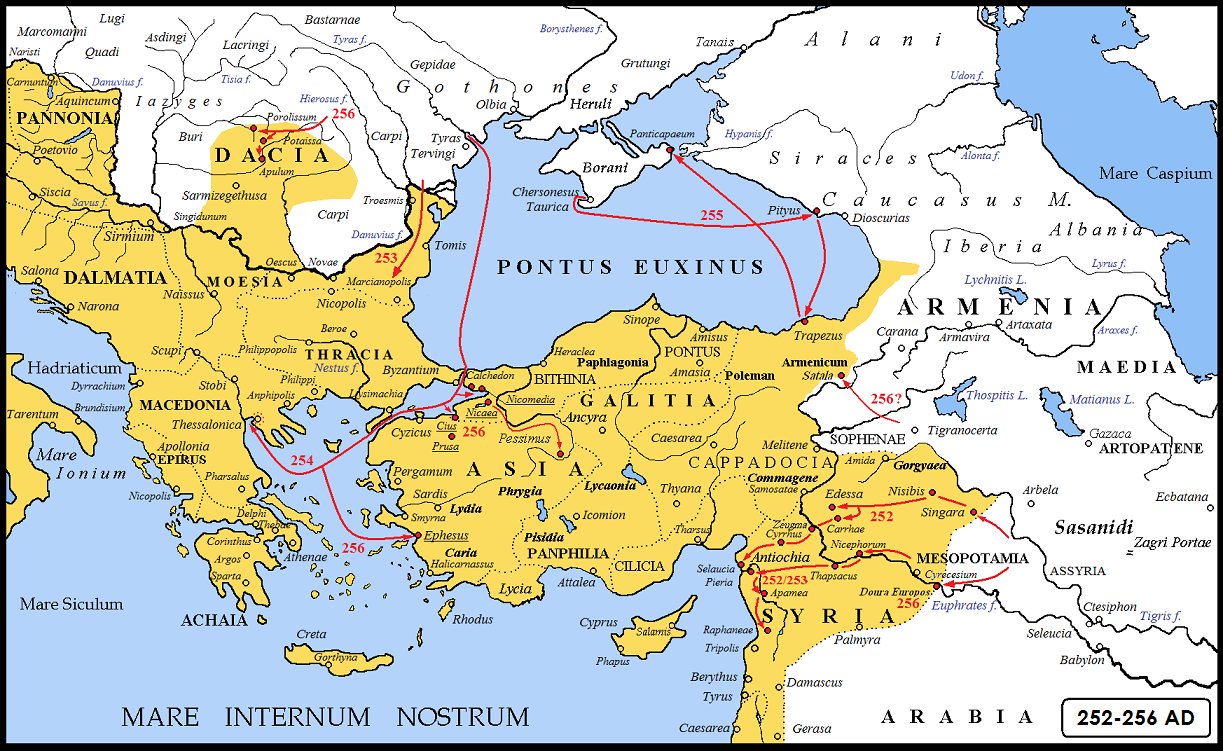
Invasioni di Goti, Borani, Carpi e Sasanidi del 253-256 durante il regno di Valeriano e Gallieno.

In Occidente Valeriano aveva dovuto, prima di trasferirsi in Oriente, fermare i Goti nel 254, i quali avevano devastato la regione di Tessalonica, mentre Franchi e Alemanni erano stati fermati dal giovane cesare Gallieno, il quale si meritò per questi successi l'appellativo di "Restitutor Galliarum" e di "Germanicus maximus". L'anno successivo (nel 255) sempre i Goti ripresero gli attacchi, questa volta via mare, lungo le coste dell'Asia Minore, dopo aver requisito numerose imbarcazioni al Bosforo Cimmerio, alleato di Roma, e raggiungendo le mura della città di Trapezunte, La situazione era così grave da costringere Gallieno ad accorrere lungo i confini danubiani per riorganizzare le forze dopo questa devastante invasione, come testimonierebbe un'iscrizione proveniente dalla fortezza legionaria di Viminacium. Non passò molto tempo che una nuova invasione di Goti percorse il Mar Nero, ancora via mare ma questa volta verso la costa occidentale (nel 256). Caddero una dopo l'altra le città di Calcedonia, della Bitinia, come Prusa, Apamea e Cio, mentre Nicomedia e Nicea furono date alle fiamme.
Contemporaneamente buona parte dei territori settentrionale della provincia delle Tre Dacie (vale a dire tutta la Dacia Porolissensis e parte della Dacia Superiore) andarono perduti a seguito ad una nuova invasione di Goti e Carpi. Infatti, una volta attraversata la catena montuosa dei Carpazi, gli invasori si fermarono alle zone più meridionali e prossime al Danubio (ovvero le attuali regioni dell'Oltenia e della Transilvania). È inoltre attestata la presenza di alcuni ufficiali delle legioni V Macedonica e XIII Gemina nei pressi di Poetovio, a conferma di un principio di "svuotamento" delle guarnigioni delle Tre Dacie a vantaggio della vicina Pannonia.
Intanto il fronte renano della Germania inferiore fu sconvolto da nuovi attacchi dei Franchi, i quali riuscirono a spingersi fino alla fortezza legionaria di Mogontiacum nel 257, dove furono fermati dall'accorrente legio VI Gallicana (da poco formata), di cui era tribuno militare il futuro imperatore Aureliano. Lo stesso Gallieno, lasciato l'Illirico a marce forzate, accorse in Occidente, riuscendo a battere le orde franche. L'anno successivo (nel 258), ancora i Franchi compirono una nuova incursione, incuneandosi nei territori imperiali di fronte a Colonia per poi spingersi fino alla Spagna, dove saccheggiarono Tarragona,), fino a Gibilterra e alle coste della Mauretania romana. E sempre in questi anni (tra il 258 ed il 260), Quadi, Marcomanni, Iazigi e Roxolani furono responsabili della grande catastrofe che colpì il limes pannonico dove la stessa fortezza legionaria di Aquincum fu saccheggiata.

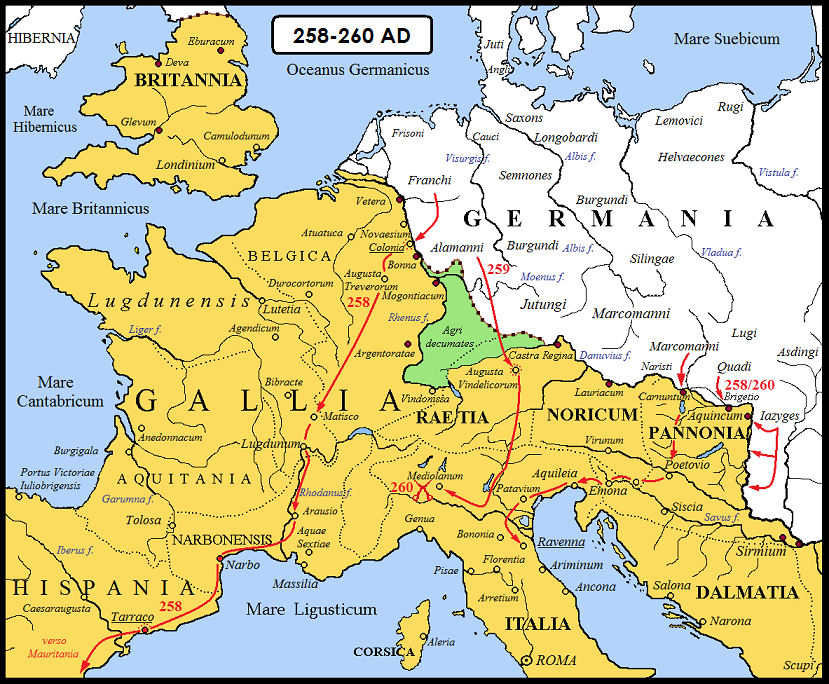
Invasioni in Occidente di Franchi, Alamanni, Marcomanni, Quadi, Iazigi e Roxolani degli anni 258-260.

Nel 260, i territori che formavano una rientranza tra Reno e Danubio, a sud del cosiddetto Limes germanico-retico (gli Agri decumates) furono abbandonati a vantaggio delle popolazioni sveve degli Alemanni. Fu infatti Gallieno a decidere il definitivo abbandono di tutti i territori ad est del Reno ed a nord del Danubio, a causa delle continue invasioni delle tribù germaniche limitrofe degli Alemanni, ed alla contemporanea secessione della parte occidentale dell'impero, guidata dal governatore di Germania superiore ed inferiore, Postumo. Contemporaneamente, lungo il Limes della Germania inferiore orde di Franchi riuscirono ad impadronirsi della fortezza legionaria di Castra Vetera e assediarono Colonia, risparmiando invece Augusta Treverorum (l'odierna Treviri). Altri si riversarono lungo le coste della Gallia e devastarono alcuni villaggi fino alle foci dei fiumi Senna e Somme.
A partire dal 260, e fino al 274 circa, l'Impero romano subì la secessione di due vaste aree territoriali, che però ne permisero la sopravvivenza. Ad ovest gli usurpatori dell'Impero delle Gallie, come Postumo (260-268), Leliano (268), Marco Aurelio Mario (268-269), Vittorino (269-271), Domiziano II (271) e Tetrico (271-274), riuscirono a difenderne i confini delle province di Britannia, Gallia e Spagna. Scrive Eutropio:
(Eutropio, Breviarium ab urbe condita, 9, 11.)
Essi sentivano di dover difendere i confini renani ed il litorale gallico dagli attacchi delle popolazioni germaniche di Franchi, Sassoni ed Alemanni. L'Imperium Galliarum risultò, pertanto, una delle tre aree territoriali che permise di conservare a Roma la sua parte occidentale.
In Oriente fu invece il Regno di Palmira a subentrare a Roma nel governo delle province dell'Asia minore, di Siria ed Egitto, difendendole dagli attacchi dei Persiani, prima con Odenato (260-267), nominato da Gallieno "Corrector Orientis", e poi con la sua vedova secessionista, Zenobia (267-271).
La cattura di Valeriano da parte dei Persiani generò negli anni successivi, oltre alla secessione ad occidente dell'Impero delle Gallie, una serie continua di usurpazioni, per lo più tra i comandanti delle provincie militari danubiane (periodo denominato dei "trenta tiranni"). Gallieno, costretto a combattere su più fronti contemporaneamente per difendere la legittimità del suo trono, impiegò buona parte delle armate preposte a difesa dei confini imperiali per contrastare molti di questi generali che si erano proclamati imperatori. Il risultato fu di lasciar sguarniti ampi settori strategici del limes, provocando una nuova invasione da parte dei Sarmati in Pannonia o dei Goti che avevano invaso la Bitinia, distrutto Nicomedia, saccheggiato Bisanzio, l'antica Ilio ed Efeso, portando grande distruzione fino all'Ellade ed assediando la stessa Atene (nel 261-262).

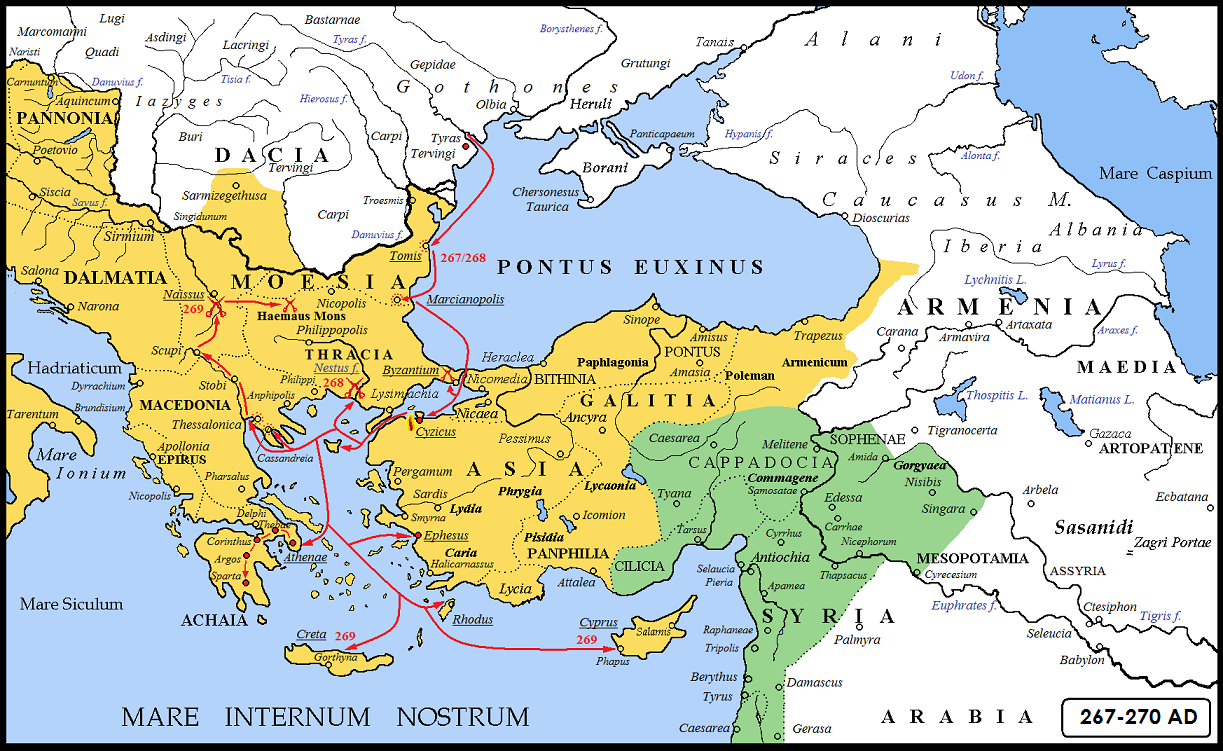
L'invasione delle genti gotiche del 267/268-270 durante i regni di Gallieno e Claudio il Gotico. In colore verde il regno di Palmira della regina Zenobia e Vaballato.

Contemporaneamente sul fronte orientale (attorno agli anni 262-264), Odenato era riuscito a respingere i Persiani sasanidi fino alle mura della propria capitale, Ctesifonte. Si racconta, infatti, che, una volta nominato da Gallieno rector Orientis, raccolto un ingente esercito, passò l'Eufrate e dopo aspri combattimenti occupò Nisibi, tutta la Mesopotamia romana, recuperando gran parte dell'oriente (compresa probabilmente la stessa Armenia) e costringendo Sapore I alla fuga dopo averlo battuto in battaglia. L'anno successivo riuscì a battere nuovamente Sapore I nei pressi della capitale dei Persiani, Ctesifonte, riuscendo ad impadronirsi di un grande bottino di guerra.
Verso la fine del 267 e gli inizi del 268 ebbe inizio una nuova ed immensa invasione da parte dei Goti, unitamente a tutta una serie di popolazioni a loro limitrofe, sconvolgendo le coste e l'entroterra delle province romane di Asia Minore, Tracia, provincia di Macedonia e Acaia affacciate sul Ponto Eusino e sul Mare Egeo. Alla fine le armate romane di Gallieno riuscirono a fermarle: in prossimità della foce del fiume Nestus o Nessos ed in Acaia fin sotto le mura della città di Atene. Ne approfittarono, però, gli Alemanni all'inizio del 268, i quali riuscirono a penetrare nell'Italia settentrionale attraverso il passo del Brennero, approfittando dell'assenza dell'esercito romano, impegnato a fronteggiare la devastante invasione dei Goti in Illirico e Ponto Eusino. Ma anche in questo caso accorse il nuovo imperatore, Claudio II il Gotico, costringendo gli Alemanni ad interrompere le loro scorrerie.
I Goti però non erano stati ancora battuti in modo definitivo. Fu così necessario un nuovo intervento da parte del neo imperatore, Claudio II, il quale riuscì a riportare una vittoria decisiva su queste genti nella battaglia di Naisso del 269. Anche nel Mare Egeo e nel Mediterraneo orientale furono respinti definitivamente.
Con l'inizio del 270, quando Claudio era ancora impegnato a fronteggiare la minaccia gotica, una nuova invasione di Iutungi tornò a procurare ingenti danni in Rezia e Norico. Claudio, costretto ad intervenire con grande prontezza, affidò il comando balcanico ad Aureliano, mentre egli stesso si dirigeva a Sirmio, suo quartier generale. Qui morì per un'epidemia di peste, costringendo Aureliano a concludere rapidamente la guerra contro i Goti e concentrando i propri sforzi in Occidente, dove sconfisse prima i Vandali Asdingi ed i Sarmati Iazigi sul fronte pannonico, poi gli Iutungi, che si erano spinti fino in Italia (battaglia di Piacenza, di Fano e di Pavia).

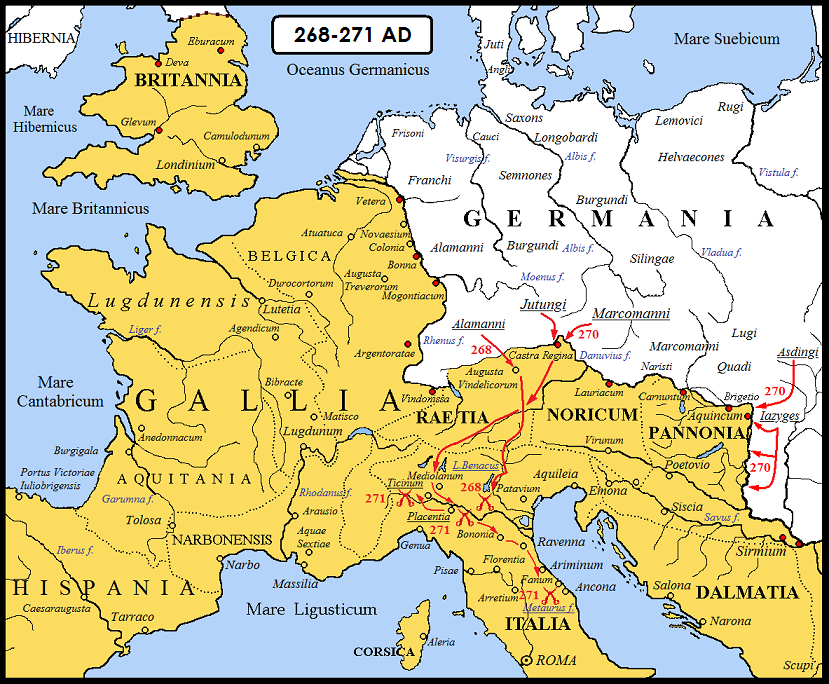
L'invasione della parte occidentale dell'impero romano degli anni 268-271, da parte di Alamanni, Marcomanni, Iutungi, Iazigi e Vandali Asdingi.

Una volta terminata la campagna in Italia (al termine della quale Aureliano potrebbe aver creato le legioni I Iulia Alpina, II Iulia Alpina e III Iulia Alpina a guardia dei passi delle Alpi nord-orientali, al fine di prevenire nuove invasioni), nel dirigersi in Oriente per combattere la regina Zenobia del Regno di Palmira, batté Goti che gli muovevano contro e, attraversato il Danubio, uccise il loro re, Cannabaude, e meritandosi l'appellativo di "Gothicus maximus". Aureliano era deciso a ristabilire il controllo romano su tutte le regioni orientali ed occidentali dell'Impero delle Gallie, dopo aver sconfitto l'esercito palmireno nella battaglia di Immae e di Emesa, riuscì ad entrare vittorioso nella capitale del regno di Zenobia, a Palmira (estate 272). La regina, che era fuggita per chiedere aiuto ai Persiani, fu raggiunta sulle rive dell'Eufrate e catturata insieme al figlio, ed esibita pochi anni più tardi nel Trionfo presso il Foro romano. Una successiva ribellione di Palmira l'anno successivo (nel 273), indusse l'imperatore a distruggere l'antica capitale del Regno.
La crescente crisi lungo le frontiere danubiane, oltre alla secessione in Occidente dell'Impero delle Gallie ed in Oriente del Regno di Palmira, costrinse Aureliano ad evacuare la provincia delle Tre Dacie, a causa dei crescenti colpi da parte soprattutto di Goti e Carpi. Entrambe le legioni furono ritirare e riposizionate: la legio V Macedonica a Ratiaria, la legio XIII Gemina ad Oescus in Mesia. Egli, sgombrando l'area a nord del Danubio, decise di formare tuttavia una nuova provincia di Dacia a sud del corso del grande fiume, scorporando due nuove regioni dalla Mesia inferiore: la "Dacia Ripense" e la "Dacia Mediterranea". L'abbandono definitivo della Dacia fu completato tra il 271 ed il 273.
Nel 272, di ritorno dalla vittoriosa campagna orientale contro Zenobia di Palmira, l'imperatore fu costretto ad intervenire in Mesia e Tracia, per una nuova incursione da parte dei Carpi, i quali furono respinti tanto da meritargli l'appellativo di "Carpicus maximus". Gli anni successivi lo impegnarono nel riportare l'Impero all'antica unità. E così dopo aver battuto Zenobia nel 272, re-incorporandone i territori del regno di Palmira, si concentrò su Tetrico ed il suo Impero delle Gallie, che sconfisse in modo definitivo nel 274. Ora l'obbiettivo di Aureliano era di recarsi in Oriente, dove aveva intenzione di intraprendere una nuova campagna contro i Sasanidi, al fine di recuperare parte dei territori perduti della provincia romana di Mesopotamia, ma fu ucciso da una cospirazione.
Ancora una nuova invasione dei Goti, insieme agli Eruli, mosse dai territori della Meotide, e tornò a saccheggiare l'Asia Minore già prima della morte di Aureliano, giungendo fino alle coste della Cilicia già alla fine del 275, ma furono battuti dalle armate romane accorrenti di Marco Claudio Tacito e Marco Annio Floriano. Caduti vittima di un complotto furono sostituiti dal nuovo imperatore, Marco Aurelio Probo, il quale dovette affrontare negli anni 277 e 278 nuove incursioni in Gallia e lungo l'alto-medio Danubio, di Franchi, Lugi, Burgundi e forse di Vandali. Al termine di queste operazioni vittoriose, Probo assunse l'appellativo di "Germanicus maximus". Negli anni 280-281 riuscì anche a sedare una rivolta in Gallia, dove l'allora governatore della Germania inferiore, Gaio Quinto Bonoso, si era proclamato imperatore di tutte le Gallie, della Britannia e della Spagna. E ancora Probo nel 281, sulla strada del ritorno dall'Oriente (dove aveva domato un'incursione di Blemmi), trovò il tempo di insediare in Tracia, dopo una nuova campagna oltre il Danubio, ben centomila Bastarni. Ma nel 282 Probo morì, e le popolazioni sarmatiche degli Iazigi, uniti ai Quadi, ripresero le ostilità, sfondando il limes pannonico e mettendo in pericolo l'Illirico, la Tracia e la stessa Italia. Il nuovo imperatore Marco Aurelio Caro fu costretto ad affidare la parte occidentale dell'impero al figlio maggiore, Marco Aurelio Carino, mentre egli stesso si recò in Oriente per affrontare i Sasanidi. Carino riuscì ad intercettare le bande germano-sarmatiche di Quadi e Iazigi e ne fece grande strage.
Caro organizzò una nuova campagna contro i Sasanidi, approfittando del fatto che il re persiano Bahram II era stato indebolito da una guerra civile contro il fratello Ormisda. Caro condusse la prima campagna nel 283, penetrando facilmente nel territorio sasanide, battendo i Persiani prima a Coche, occupando poi Seleucia ed infine la capitale, Ctesifonte. La provincia mesopotamica fu nuovamente rioccupata dalle truppe romane, mentre Caro acquisiva l'appellativo di Persicus maximus, mentre il figlio maggiore Carino, fu elevato anch'egli al rango di Augusto. Morì probabilmente assassinato alla fine di quella stessa estate. L'avanzata romana cessò con la morte dell'imperatore, che lasciò al figlio Numeriano, il compito di ricondurre l'esercito all'interno dei confini dell'impero, ma l'anno successivo anche quest'ultimo fu ucciso a Perinto.

#### Dislocazione legioni nel 275 d.C.
Alla morte di Aureliano c'erano 37-38 legioni, così come è evidenziato qui sotto nella tabella riassuntiva sulla loro dislocazione (nel 275):
| N. fortezze legionarie | unità legionaria                           | località antica  | località moderna     | provincia romana   |
| ---------------------- | ------------------------------------------ | ---------------- | -------------------- | ------------------ |
| 1                      | Legio VI Victrix:                          | Eburacum         | York                 | Britannia          |
| 2                      | Legio XX Valeria Victrix                   | Deva Victrix     | Chester              | Britannia          |
| 3                      | Legio II Augusta                           | Isca Silurum     | Caerleon             | Britannia          |
| 4                      | Legio XXX Ulpia Victrix                    | Vetera           | Xanten               | Germania inferiore |
| 5                      | Legio I Minervia                           | Bonna            | Bonn                 | Germania inferiore |
| 6 e 7                  | Legio XXII Primigenia e Legio VI Gallicana | Mogontiacum      | Magonza              | Germania superiore |
| 8                      | Legio VIII Augusta                         | Argentoratae     | Strasburgo           | Germania superiore |
| 9                      | Legio III Italica                          | Castra Regina    | Ratisbona            | Rezia              |
| 10                     | Legio II Italica                           | Lauriacum        | Enns                 | Norico             |
| 11                     | Legio X Gemina                             | Vindobona        | Vienna               | Pannonia superiore |
| 12                     | Legio XIV Gemina                           | Carnuntum        | Altenburg-Petronell  | Pannonia superiore |
| 13                     | Legio I Adiutrix                           | Brigetio         | Komárom              | Pannonia inferiore |
| 14                     | Legio II Adiutrix                          | Aquincum         | Budapest             | Pannonia inferiore |
| 15                     | Legio IIII Flavia Felix                    | Singidunum       | Belgrado             | Mesia superiore    |
| 16                     | Legio VII Claudia                          | Viminacium       | Kostolac             | Mesia superiore    |
| 17                     | Legio XIII Gemina                          | Ratiaria         | Archar               | Mesia superiore    |
| 18                     | Legio V Macedonica                         | Oescus           | Pleven               | Mesia inferiore    |
| 19                     | Legio I Italica                            | Novae            | Svištov              | Mesia inferiore    |
| 20                     | Legio XI Claudia                           | Durostorum       | Silistra             | Mesia inferiore    |
| 21                     | Legio XV Apollinaris                       | Satala           | Sadagh               | Cappadocia         |
| 22                     | Legio XII Fulminata                        | Melitene         | Melitene             | Cappadocia         |
| 23                     | Legio III Parthica                         | Nisibis?         | Nusaybin             | Mesopotamia        |
| 24                     | Legio I Parthica                           | Resaina          | Ras al-Ayn           | Mesopotamia        |
| 25                     | Legio IIII Italica                         | ?                | ?                    | Mesopotamia        |
| 26                     | Legio IV Scythica                          | Zeugma           | Belkis               | Syria Coele        |
| 27                     | Legio XVI Flavia Firma                     | Sura o Samosata  | Sura Samsat          | Syria Coele        |
| 28                     | Legio III Gallica                          | Danaba           | Mehin                | Syria Phoenicia    |
| 29                     | Legio I Illyricorum                        | Palmira          | Tadmor               | Syria Phoenicia    |
| 30                     | Legio X Fretensis                          | Aelia Capitolina | Jerusalem            | Syria Palaestina   |
| 31                     | Legio VI Ferrata                           | Caparcotna       | Kfar Otnay           | Syria Palaestina   |
| 32                     | Legio V Martia                             | ?                | ?                    | Syria Palaestina?  |
| 33                     | Legio III Cyrenaica                        | Bostra           | Bosra                | Arabia Petraea     |
| 34                     | Legio IIII Martia                          | Betthorus        | El-Lejjun            | Arabia Petraea     |
| 35                     | Legio II Traiana Fortis                    | Nicopolis        | Alessandria d'Egitto | Egitto             |
| 36                     | Legio III Augusta                          | Lambaesis        | Lambèse              | Numidia            |
| 37                     | Legio II Parthica                          | Castra Albana    | Albano Laziale       | Italia             |
| 38                     | Legio VII Gemina                           | Legio            | León                 | Hispania           |

### La tetrarchia di Diocleziano (285-306)

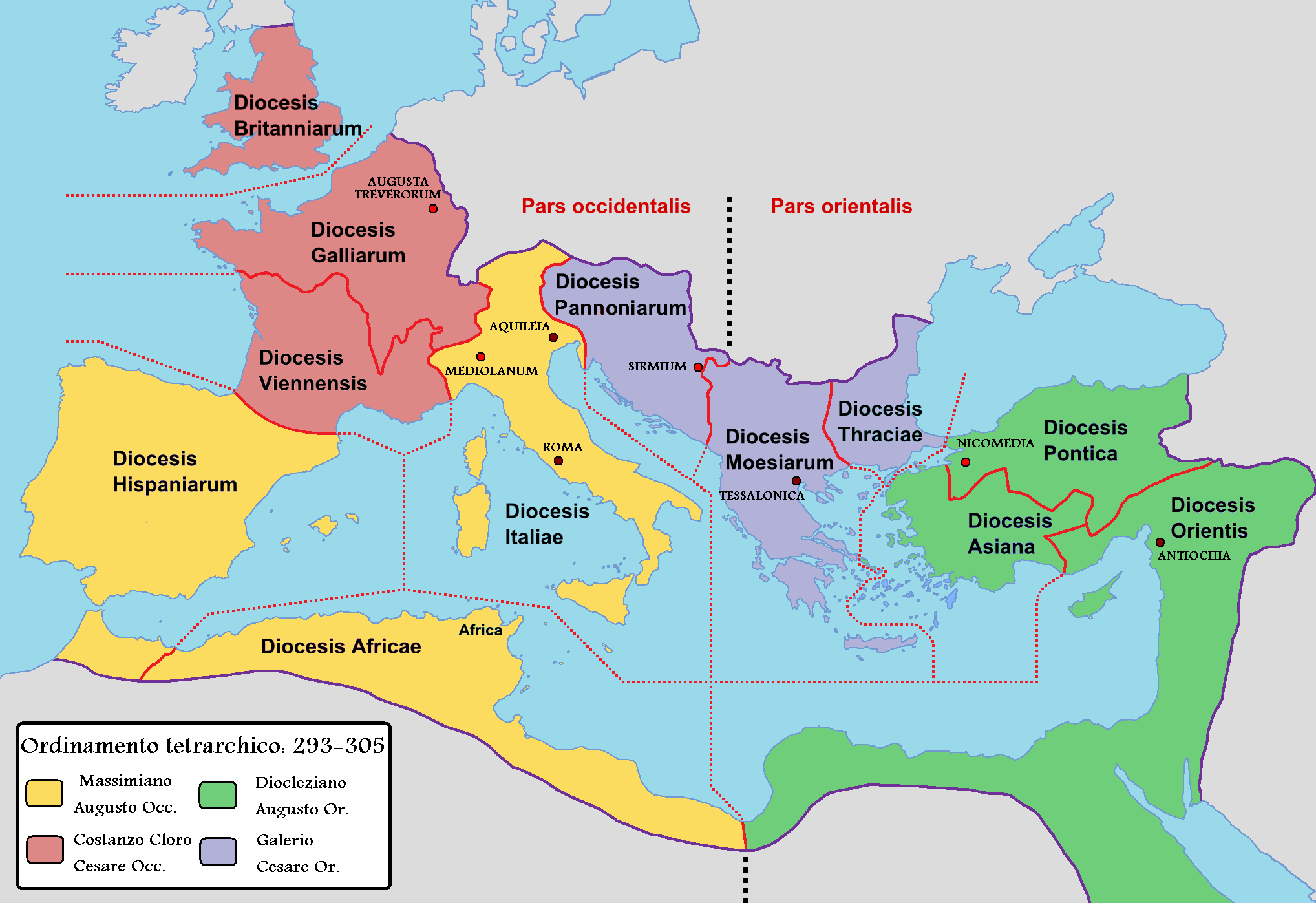
Il mondo romano all'abdicazione di Diocleziano nel 305.

Con la morte dell'imperatore Numeriano nel novembre del 284 (a cui il padre Caro aveva affidato l'Oriente romano), ed il successivo rifiuto delle truppe orientali di riconoscere in Carino (il primogenito di Caro), il naturale successore, fu elevato alla porpora imperiale un validissimo generale di nome Diocleziano. La guerra civile che ne scaturì vide la vittoria di Diocleziano (primavera del 285).
Ottenuto il potere, nel novembre del 285 Diocleziano nominò suo vice (cesare) un valente ufficiale, Marco Aurelio Valerio Massimiano, che pochi mesi più tardi elevò al rango di augusto (1º aprile 286): formò così una diarchia, nella quale i due imperatori si dividevano su base geografica il governo dell'Impero e la responsabilità della difesa delle frontiere e della lotta contro gli usurpatori.
Data la crescente difficoltà a contenere le numerose rivolte interne e lungo i confini, nel 293 si procedette a un'ulteriore divisione territoriale, al fine di facilitare le operazioni militari: Diocleziano nominò come suo cesare per l'Oriente Galerio, mentre Massimiano fece lo stesso con Costanzo Cloro per l'Occidente. Questa seconda tetrarchia durò però un solo anno, poiché con la morte di Costanzo Cloro, cominciò un lungo periodo di guerre civili durate quasi un ventennio.

#### Guerre e spostamenti legionari
Nel 285 al nuovo ed unico imperatore, Diocleziano, toccò respingere nuove invasioni germano-sarmatiche sia in Mesia sia in Pannonia, ancora una volta favorite dall'aver sguarnito le frontiere del medio-basso tratto danubiano a causa della recente guerra civile. Contemporaneamente Massimiano mosse in Gallia contro i ribelli Bagaudi, e le orde barbariche di Burgundi ed Alemanni. L'anno successivo il prefetto della flotta del canale della Manica, il futuro usurpatore Carausio, riuscì a respingere gli attacchi dei pirati Franchi e Sassoni lungo le coste della Britannia e della Gallia Belgica. Ancora nel 287 le armate romane ottennero nuovi successi sulle tribù germaniche di Alemanni e Burgundi sull'alto Reno, oltre a Sassoni e Franchi lungo il corso inferiore. Nel 288 e nel 289 furono ottenuti nuovi successi da Massimiano sugli Alemanni, in un'azione combinata con lo stesso Diocleziano e con Costanzo Cloro, e poi sui Franchi.

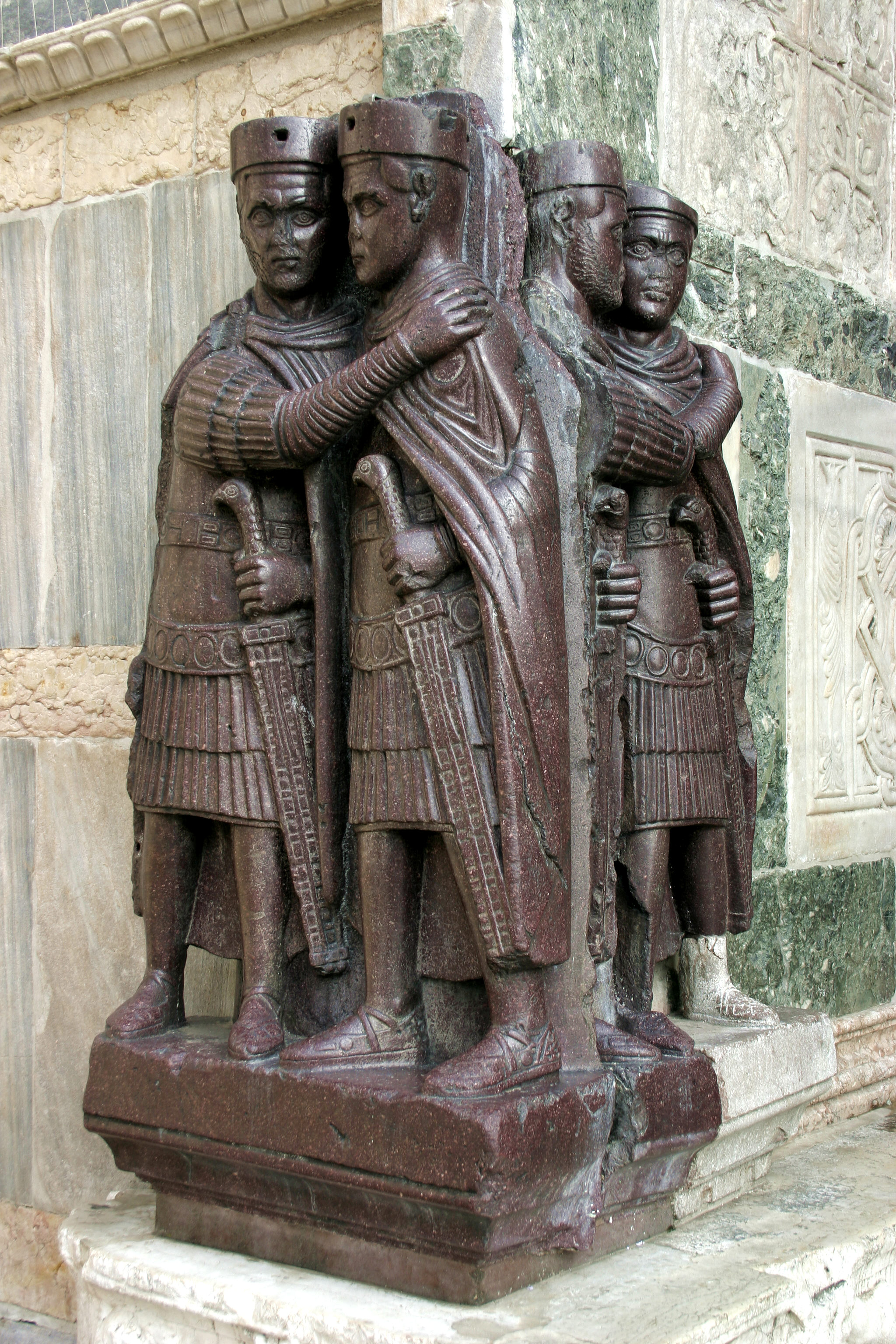
I tetrarchi, una scultura di porfido saccheggiata a Costantinopoli nel 1204 (basilica di San Marco a Venezia)

Nel 293 Diocleziano ricevette la quinta acclamazione come "Germanicus maximus" in seguito ai successi riportati da Costanzo Cloro, il quale dopo aver marciato su per la costa fino agli estuari di Reno e Sheldt, riportò una vittoria sugli alleati franchi del ribelle Carausio. Nell'ottobre di quello stesso anno Diocleziano si recò a Sirmio per organizzare una nuova campagna militare per l'anno successivo contro i sarmati Iazigi, insieme a Galerio appositamente creato cesare dal 1º aprile del 293, per meglio dividersi i compiti lungo le frontiere imperiali dell'Oriente romano. Sembra, infatti, dalle affermazioni di Eutropio che una nuova guerra tra Roma e la Persia iniziò proprio nel 293. Ma è solo nel 296 che il cesare Galerio, fu chiamato da Diocleziano (alle prese con una rivolta in Egitto) per intraprendere una campagna militare contro Narsete, sovrano sasanide asceso al trono tre anni prima e che aveva invaso la provincia romana di Siria. L'esercito romano, una volta passato l'Eufrate con forze insufficienti, andò incontro ad una cocente sconfitta presso Nicephorium Callinicum, a seguito della quale Roma perse la provincia di Mesopotamia. Tuttavia, nel 297, avanzando attraverso le montagne dell'Armenia, ottenne una vittoria decisiva sull'Imperatoresasanide Narsete, ricavandone un enorme bottino, che comprendeva l'harem di Narsete.
Approfittando del vantaggio, prese la città di Ctesifonte, costringendo Narsete alla pace l'anno successivo. La Mesopotamia ritornò sotto il controllo romano, l'Armenia fu riconosciuta protettorato romano, mentre a Nisibi furono accentrate le vie carovaniere dei commerci con l'estremo Oriente (Cina e India). Con il controllo di alcuni territori ad est del fiume Tigri, fu raggiunta la massima espansione dell'impero verso est (298). Galerio celebrò poi la propria vittoria erigendo un arco trionfale a Tessalonica, sebbene non avesse accolto favorevolmente il trattato di pace, poiché avrebbe preferito avanzare ulteriormente in territorio persiano, sulle orme di Traiano. Al termine di queste campagne (o forse poco prima), furono arruolate e posizionate in Oriente almeno cinque nuove legioni: la I Armeniaca e la II Armeniaca lungo l'Eufrate in Armenia; la IIII, V e VI Parthica in Mesopotamia ed Osroene.
Contemporaneamente sul fronte settentrionale nuovi successi furono riportati dalla armate romane, nel 294 contro le tribù sarmatiche e gotiche, nel 295 e 297 contro i Carpi (questi ultimi trasferiti in territorio romano), nel 298 contro gli Alemanni (nella battaglia di Lingones e di Vindonissa), ed ancora contro i Goti, nel 299 ancora contro Carpi, Bastarni e Sarmati Roxolani ed infine nel 300 nuovamente contro i Sarmati.
Lungo il fronte africano per la prima volta nel 290, i Saraceni, tribù araba stanziata nella penisola del Sinai, tentarono invano di invadere la Siria; nel 293 scoppiò una guerra contro i Quinquegentiani, domata solo quattro anni più tardi da Massimiano; nel 296-298, sempre l'augusto Massimiano riuscì a respingere le tribù dei Mauri ed a debellare quella dei Quinquegentiani, che erano penetrati anche in Numidia, poi fu la volta (nel 297) dei Berberi; ed infine nel 298 i territori del Dodecascheno furono abbandonati ed affidati ai Nobati, come federati contro i Blemmi.

#### Dislocazione legioni nel 305 d.C.
All'abdicazione di Diocleziano c'erano almeno 53 legioni o forse 56 (oltre probabilmente alla Legio I Isaura Sagittaria in Oriente; alla legio I Iulia Alpina, legio II Iulia Alpina e legio III Iulia Alpina posizionate a guardia delle Alpi), così come è evidenziato qui sotto nella tabella riassuntiva sulla loro dislocazione (nel 305):
| N. fortezze legionarie | unità legionaria                           | località antica                 | località moderna            | provincia romana       |
| ---------------------- | ------------------------------------------ | ------------------------------- | --------------------------- | ---------------------- |
| 1                      | Legio VI Victrix:                          | Eburacum                        | York                        | Britannia Secunda      |
| 2                      | Legio XX Valeria Victrix                   | Deva Victrix                    | Chester                     | Britannia Prima        |
| 3                      | Legio II Augusta                           | Isca Silurum e/o Rutupiae       | Caerleon e/o Richborough    | Britannia Prima        |
| 4                      | Legio XXX Ulpia Victrix                    | Vetera                          | Xanten                      | Germania Secunda       |
| 5                      | Legio I Minervia                           | Bonna                           | Bonn                        | Germania Secunda       |
| 6 e 7                  | Legio XXII Primigenia e Legio VI Gallicana | Mogontiacum                     | Magonza                     | Germania Prima         |
| 8                      | Legio VIII Augusta                         | Argentoratae                    | Strasburgo                  | Germania Prima         |
| 9                      | Legio I Martia (?)                         | Castrum Rauracense (?)          | Kaiseraugs                  | Maxima Sequanorum      |
| 10                     | Legio III Italica                          | Castra Regina                   | Ratisbona                   | Rezia                  |
| 11                     | Legio III Herculia                         | Caelius Mons                    | Kellmünz an der Iller       | Rezia                  |
| 12                     | Legio II Italica                           | Lauriacum                       | Enns                        | Noricum Ripensis       |
| 13                     | Legio I Noricorum                          | Ad Iuvense                      | Ybbs?                       | Noricum Ripensis       |
| 14                     | Legio X Gemina                             | Vindobona                       | Vienna                      | Pannonia Prima         |
| 15                     | Legio XIV Gemina                           | Carnuntum                       | Altenburg-Petronell         | Pannonia Prima         |
| 16                     | Legio I Adiutrix                           | Brigetio                        | Komárom                     | Pannonia Valeria       |
| 17                     | Legio II Adiutrix                          | Aquincum                        | Budapest                    | Pannonia Valeria       |
| 18                     | Legio V Iovia                              | Bononia                         | Banoštor                    | Pannonia Secunda       |
| 19                     | Legio VI Herculia                          | Ad Militare                     | Batina                      | Pannonia Secunda       |
| 20                     | Legio IIII Flavia Felix                    | Singidunum                      | Belgrado                    | Moesia Prima           |
| 21                     | Legio VII Claudia                          | Viminacium                      | Kostolac                    | Moesia Prima           |
| 22                     | Legio XIII Gemina                          | Ratiaria                        | Archar                      | Dacia Ripensis         |
| 23                     | Legio V Macedonica                         | Oescus                          | Pleven                      | Dacia Ripensis         |
| 24                     | Legio I Italica                            | Novae                           | Svištov                     | Moesia Secunda         |
| 25                     | Legio XI Claudia                           | Durostorum                      | Silistra                    | Moesia Secunda         |
| 26                     | Legio II Herculia                          | Troesmis                        | Iglita                      | Scythia Minor          |
| 27                     | Legio I Iovia                              | Noviodunum                      | Isaccea                     | Scythia Minor          |
| 28                     | Legio I Pontica                            | Trapezus                        | Trebisonda                  | Pontus Polemoniacus    |
| 29 e 30                | Legio XV Apollinaris e legio II Armeniaca  | Satala                          | Sadagh                      | Armenia Prima          |
| 31                     | Legio I Armeniaca                          | Claudiopolis                    | Mut                         | Armenia Prima          |
| 32                     | Legio XII Fulminata                        | Melitene                        | Melitene                    | Armenia Prima          |
| 33                     | Legio II Isaura                            | ?                               | ?                           | Isauria                |
| 34                     | Legio III Isaura                           | ?                               | ?                           | Isauria                |
| 35                     | Legio VI Parthica?                         | Nisibis?                        | Nusaybin                    | Mesopotamia e Osrhoene |
| 36                     | Legio V Parthica                           | Amida                           | Diyarbakır                  | Mesopotamia e Osrhoene |
| 37                     | Legio III Parthica?                        | Apatna? o Arbana?               |                             | Mesopotamia e Osrhoene |
| 38                     | Legio IIII Italica?                        | Resaina?                        | Ras al-Ayn                  | Mesopotamia e Osrhoene |
| 39                     | Legio I Parthica                           | Singara                         | Sinjar                      | Mesopotamia e Osrhoene |
| 40                     | Legio IIII Parthica                        | Circesium                       | Buseira                     | Mesopotamia e Osrhoene |
| 41                     | Legio II Parthica                          | Cefae                           | ?                           | Mesopotamia e Osrhoene |
| 42                     | Legio XVI Flavia Firma                     | Sura o Samosata                 | Sura Samsat                 | Syria Euphratensis     |
| 43                     | Legio IV Scythica                          | Oresa                           | Taybè                       | Syria Euphratensis     |
| 44                     | Legio I Illyricorum                        | Palmira                         | Tadmur                      | Syria Phoenicia        |
| 45                     | Legio III Gallica                          | Danaba                          | Mehin                       | Syria Phoenicia        |
| 46                     | Legio III Cyrenaica                        | Bostra                          | Bosra                       | Arabia Petraea         |
| 47                     | Legio IIII Martia                          | Betthorus                       | El-Lejjun                   | Arabia Petraea         |
| 48                     | Legio X Fretensis                          | Aila                            | Elat                        | Syria Palaestina       |
| 49                     | Legio II Traiana Fortis                    | Nicopolis e Apollinopolis Magna | Alessandria d'Egitto e Edfu | Aegyptus Iovia         |
| 50                     | Legio III Diocletiana                      | Ombos                           | Kôm Ombo                    | Aegyptus Iovia         |
| (vedi 23)              | vexill. Legio V Macedonica                 | Memphis                         | Menfi                       | Aegyptus Herculia      |
| (vedi 22)              | vexill. Legio XIII Gemina                  | Babylon                         | Il Cairo                    | Aegyptus Herculia      |
| 51                     | Legio I Maximiana                          | Philae                          | Philae                      | Aegyptus Thebaida      |
| 52                     | Legio III Augusta                          | Lambaesis                       | Lambèse                     | Numidia                |
| 53                     | Legio VII Gemina                           | Legio                           | León                        | Gallaecia              |

### Dalla guerra civile alla morte di Costantino (306-337)

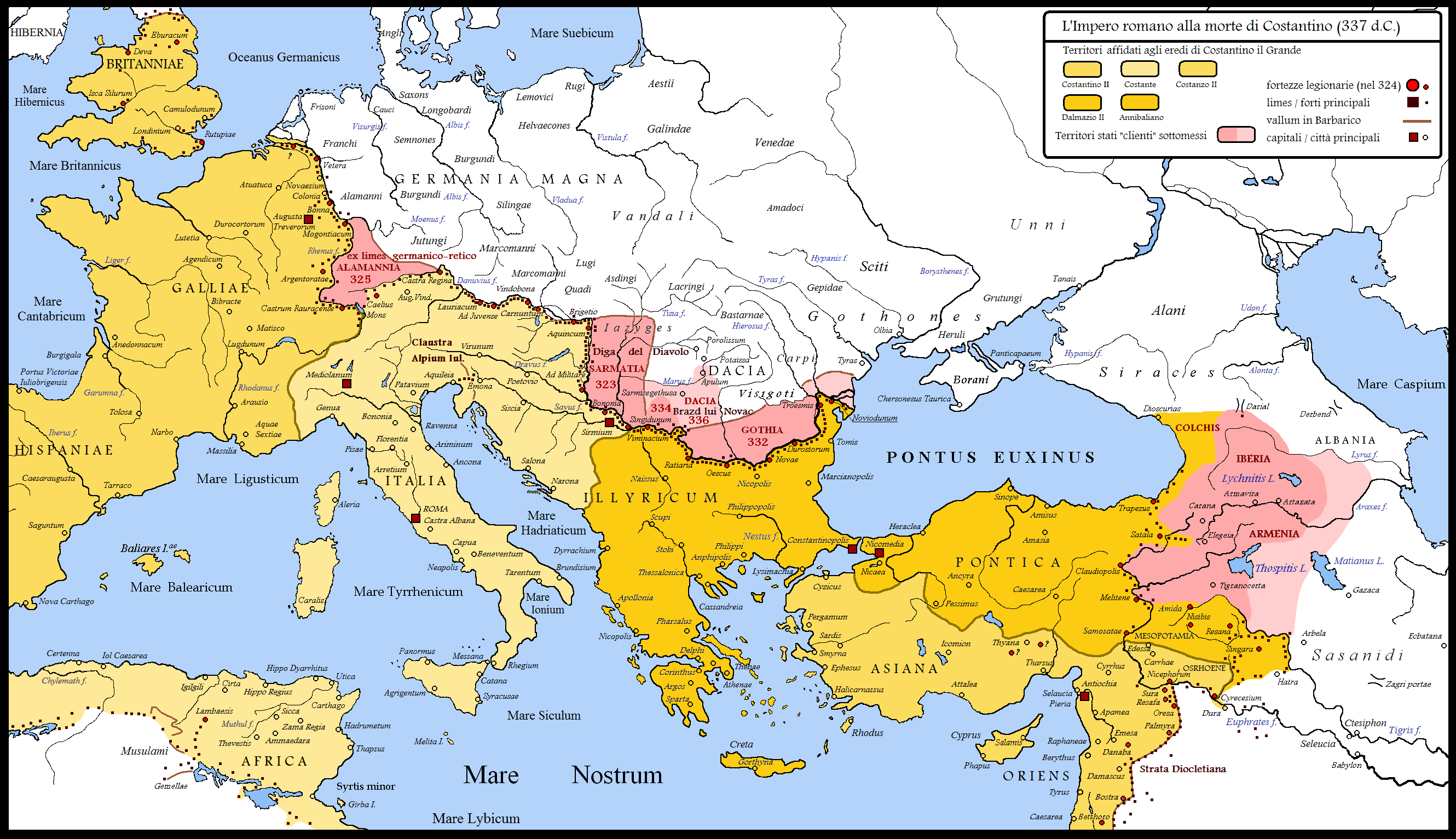
Il mondo romano alla morte di Costantino nel 337, con i territori divisi tra i figli.

La guerra civile romana degli anni 306-324 vide lo scatenarsi di un lungo conflitto durato quasi un ventennio tra numerose fazioni di pretendenti al trono imperiale (tra augusti, cesari ed usurpatori) in diverse parti dell'Impero, al termine del quale prevalse su tutti Costantino il Grande. Egli era così riuscito a riunire il potere imperiale nelle mani di un solo monarca, dopo il periodo della Tetrarchia.
In questa nuova fase Costantino I, divenuto monarca unico (Restitutor orbis) ed assoluto dell'Impero romano (Dominus et Deus), non solo riuscì a consolidare l'intero sistema difensivo lungo i tratti renano e danubiano, ma ottenne importanti successi militari e tornò a "controllare" buona parte di quei territori ex-romani, che erano stati abbandonati da Gallieno ed Aureliano: si trattava dell'Alamannia (Agri decumates), della Sarmatia (piana meridionale del Tibisco, ovvero il Banato) e della Gothia (Oltenia e Valacchia) come sembra dimostrare la monetazione del periodo ed il nuovo sistema difensivo del periodo (diga del Diavolo e Brazda lui Novac). Vi è da aggiungere che proprio in questo periodo, Costantino portò avanti una nuova serie di riforme, a completamento di quelle attuate quarant'anni prima da Diocleziano. Il percorso che egli compì, fu però graduale nel corso degli ultimi tredici anni di regno (dal 324 al 337, anno della sua morte).
Al termine di questo periodo, lui che tanto tempo aveva impiegato per riunificare l'Impero sotto la guida di un unico sovrano, decise di dividerne i suoi territori in quattro parti principali (ed una secondaria, affidata al nipote Annibaliano), lasciando ai figli, Costantino II, la parte più occidentale (dalla Britannia, alla Gallia, fino alla Hispania), a Costante I quella centrale (Rezia, Norico, Pannonie, Italia e passi alpini, oltre all'Africa), a Costanzo II (l'Asiana, l'Oriente e l'Egitto), mentre al nipote Dalmazio, il "cuore" del nuovo impero (Dacia, Tracia, Macedonia) con la capitale Costantinopoli, per evitare che i figli potessero poi contendersela in una nuova guerra civile. In pratica egli ricostituiva una nuova forma di Tetrarchia, che però durò poco meno di sei mesi, poiché Dalmazio fu assassinato e l'Impero rimase diviso ora in tre parti.

#### Dislocazione legioni nel 337 d.C.
Alla morte di Costantino c'erano 63 legioni o più (se si considerano anche le legioni orientali: I Flavia Constantia, II Flavia Constantia, II Flavia Virtutis e III Flavia Salutis, create probabilmente dopo la morte di Costantino), così come è evidenziato qui sotto nella tabella riassuntiva sulla loro dislocazione, suddivisa tra i quattro "Cesari" (14 per ciascun figlio ed 11 al nipote Dalmazio) oltre ad Annibaliano (una decina nella diocesi del Ponto, in Armenia e Mesopotamia):
| N. fortezze legionarie Costantino II | unità legionaria                           | località antica           | località moderna         | provincia romana  |
| ------------------------------------ | ------------------------------------------ | ------------------------- | ------------------------ | ----------------- |
| 1                                    | Legio VI Victrix:                          | Eburacum                  | York                     | Britannia Secunda |
| 2                                    | Legio XX Valeria Victrix                   | Deva Victrix              | Chester                  | Britannia Prima   |
| 3                                    | Legio II Augusta                           | Isca Silurum e/o Rutupiae | Caerleon e/o Richborough | Britannia Prima   |
| 4                                    | Legio XXX Ulpia Victrix                    | Vetera                    | Xanten                   | Germania Secunda  |
| 5                                    | Legio I Minervia                           | Bonna                     | Bonn                     | Germania Secunda  |
| 6 e 7                                | Legio XXII Primigenia e Legio VI Gallicana | Mogontiacum               | Magonza                  | Germania Prima    |
| 8                                    | Legio VIII Augusta                         | Argentoratae              | Strasburgo               | Germania Prima    |
| 9                                    | Legio I Martia (?)                         | Castrum Rauracense (?)    | Kaiseraugs               | Maxima Sequanorum |
| 10                                   | Legio I Flavia Gallicana Constantia        | Constantia                | Coutances                | Lugdunensis       |
| 11                                   | Legio I Flavia Martis                      | ?                         | ?                        | Lugdunensis III   |
| 12                                   | Legio I Flavia Pacis                       | ?                         | ?                        | Belgica I         |
| 13                                   | Legio VII Gemina                           | Legio                     | León                     | Gallaecia         |
| 14                                   | Legio II Flavia Constantiniana             | ?                         | ?                        | Tingitana         |

| N. fortezze legionarie Costante I | unità legionaria                                                  | località antica                                       | località moderna      | provincia romana |
| --------------------------------- | ----------------------------------------------------------------- | ----------------------------------------------------- | --------------------- | ---------------- |
| 15                                | Legio III Italica                                                 | Castra Regina                                         | Ratisbona             | Rezia            |
| 16                                | Legio III Herculea                                                | Caelius Mons                                          | Kellmünz an der Iller | Rezia            |
| 17                                | Legio II Italica                                                  | Lauriacum                                             | Enns                  | Noricum Ripensis |
| 18                                | Legio I Noricorum                                                 | Ad Iuvense                                            | Ybbs?                 | Noricum Ripensis |
| 19, 20 e 21                       | Legio I Iulia Alpina Legio II Iulia Alpina Legio III Iulia Alpina | Claustra Alpium Iuliarum                              | Alpi Giulie           | passi alpini     |
| 22                                | Legio X Gemina                                                    | Vindobona                                             | Vienna                | Pannonia Prima   |
| 23                                | Legio XIV Gemina                                                  | Carnuntum e Arrabona                                  | Altenburg-Petronell   | Pannonia Prima   |
| 24                                | Legio I Adiutrix                                                  | Brigetio e Cirpi                                      | Komárom               | Pannonia Valeria |
| 25                                | Legio II Adiutrix                                                 | Aquincum, Lussonium, Alisca, Lugio e Contra Florentia | Budapest              | Pannonia Valeria |
| 26                                | Legio VI Herculea                                                 | Teutoburgium                                          | Batina                | Pannonia Secunda |
| 27                                | Legio V Iovia                                                     | Bononia                                               | Banoštor              | Pannonia Secunda |
| 28                                | Legio III Augusta                                                 | Lambaesis                                             | Lambèse               | Numidia          |

| N. fortezze legionarie Dalmazio | unità legionaria          | località antica | località moderna | provincia romana                |
| ------------------------------- | ------------------------- | --------------- | ---------------- | ------------------------------- |
| 29                              | Legio IIII Flavia Felix   | Singidunum      | Belgrado         | Moesia Prima (diocesi di Dacia) |
| 30                              | Legio VII Claudia         | Viminacium      | Kostolac         | Moesia Prima (diocesi di Dacia) |
| 31                              | Legio XIII Gemina         | Ratiaria        | Archar           | Dacia Ripensis                  |
| 32                              | Legio V Macedonica        | Oescus          | Pleven           | Dacia Ripensis                  |
| 33                              | Legio I Italica           | Novae           | Svištov          | Moesia Secunda                  |
| 34                              | Legio XI Claudia          | Durostorum      | Silistra         | Moesia Secunda                  |
| 35                              | Legio II Herculia         | Troesmis        | Iglita           | Scythia Minor                   |
| 36                              | Legio I Iovia             | Noviodunum      | Isaccea          | Scythia Minor                   |
| 37                              | Legio I Isaura Sagittaria | ?               | ?                | Scythia Minor                   |
| 38                              | Legio I Flavia Gemina     | ?               | ?                | Tracia                          |
| 39                              | Legio II Flavia Gemina    | ?               | ?                | Tracia                          |

| N. fortezze legionarie Annibaliano | unità legionaria                          | località antica | località moderna | provincia romana    |
| ---------------------------------- | ----------------------------------------- | --------------- | ---------------- | ------------------- |
| 40                                 | Legio I Pontica                           | Trapezus        | Trebisonda       | Pontus Polemoniacus |
| 41 e 42                            | Legio XV Apollinaris e legio II Armeniaca | Satala          | Sadagh           | Armenia Prima       |
| 43                                 | Legio I Armeniaca                         | Claudiopolis    | Mut              | Armenia Prima       |
| 44                                 | Legio XII Fulminata                       | Melitene        | Melitene         | Armenia Prima       |
| 45                                 | Legio V Parthica                          | Amida           | Diyarbakır       | Mesopotamia         |
| 46                                 | Legio II Parthica                         | Bezabda         | Cizre            | Mesopotamia         |
| 47                                 | Legio VI Parthica?                        | Cefae           | ?                | Mesopotamia         |
| 48                                 | Legio IIII Italica?                       | Resaina?        | Ras al-Ayn       | Mesopotamia         |
| 49                                 | Legio I Parthica                          | Singara         | Sinjar           | Mesopotamia         |

| N. fortezze legionarie Costanzo II | unità legionaria                 | località antica                 | località moderna            | provincia romana   |
| ---------------------------------- | -------------------------------- | ------------------------------- | --------------------------- | ------------------ |
| 50 e 51                            | Legio II Isaura Legio III Isaura | ?                               | ?                           | Isauria            |
| 52                                 | Legio III Parthica?              | Apatna? o Arbana?               |                             | Osrhoene           |
| 53                                 | Legio IIII Parthica              | Circesium                       | Buseira                     | Osrhoene           |
| 54                                 | Legio XVI Flavia Firma           | Samosata                        | Samsat                      | Syria Euphratensis |
| 55                                 | Legio IV Scythica                | Oresa                           | Taybè                       | Syria Euphratensis |
| 56                                 | Legio I Illyricorum              | Palmira                         | Tadmur                      | Syria Phoenicia    |
| 57                                 | Legio III Gallica                | Danaba                          | Mehin                       | Syria Phoenicia    |
| 58                                 | Legio III Cyrenaica              | Bostra                          | Bosra                       | Arabia Petraea     |
| 59                                 | Legio IIII Martia                | Betthorus                       | El-Lejjun                   | Arabia Petraea     |
| 60                                 | Legio X Fretensis                | Aila                            | Elat                        | Syria Palaestina   |
| 61                                 | Legio II Traiana Fortis          | Nicopolis e Apollinopolis Magna | Alessandria d'Egitto e Edfu | Aegyptus Iovia     |
| 62                                 | Legio III Diocletiana            | Ombos                           | Kôm Ombo                    | Aegyptus Iovia     |
| (vedi 32)                          | vexill. Legio V Macedonica       | Memphis                         | Menfi                       | Aegyptus Herculia  |
| (vedi 31)                          | vexill. Legio XIII Gemina        | Babylon                         | Il Cairo                    | Aegyptus Herculia  |
| 63                                 | Legio I Maximiana                | Philae                          | Philae                      | Aegyptus Thebaida  |

### Dagli eredi di Costantino allaNotitia Dignitatum
La Notitia Dignitatum fornisce, infine, un quadro più o meno completo, anche se in gran parte anteriore alle grandi invasioni ed ai regni romano-barbarici, della struttura delle province e delle unità militari. Dal documento emerge una certa frammentazione, un quadro di apparente indebolimento delle vecchie legioni, con unità prive di un organico completo, anche se del tutto regolari e pienamente inserite all'interno di un preciso organigramma. L'aspirazione ad entrare nella milizia limitanea era, generalmente, più diffusa, non solo a motivo del fatto che chi vi era arruolato (ovvero i provinciali) avesse il vantaggio di rimanere vicino alla famiglia, ma anche in ragione della esenzione a beneficio dei figli dei curiali (il notabilato delle città preposto alla esazione dei tributi), garantita da una legge del 363, dell'obbligo ereditario alla ferma per coloro che sceglievano la strada dell'arruolamento e servivano nell'esercito per 10 anni.

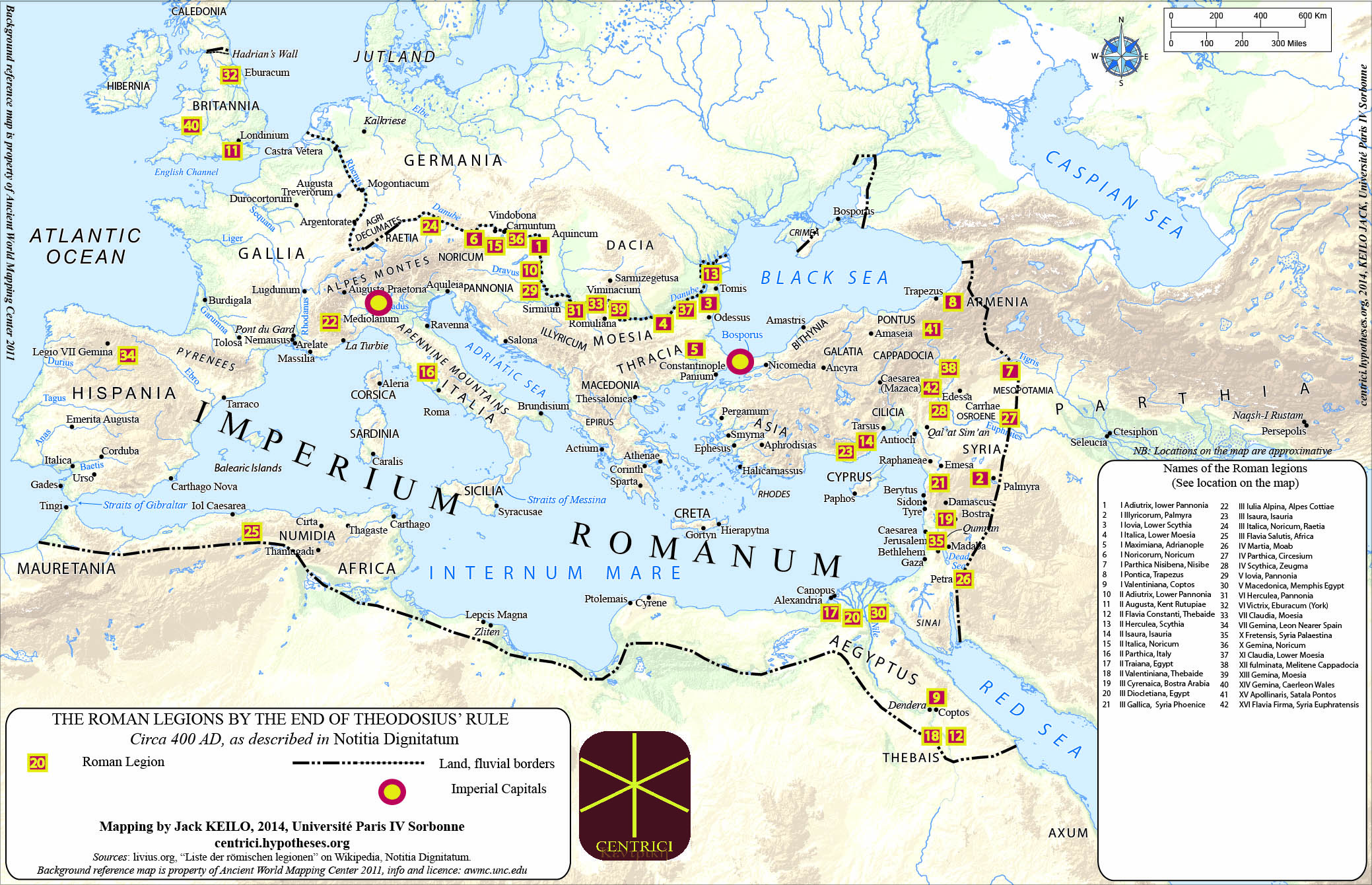
Dislocazione delle legioni romane all'epoca della Notitia Dignitatum.

Qui di seguito l'elenco di legiones tardo imperiali al tempo della Notitia dignitatum. Si trattava di ben 190 legioni, così ripartite: 25 palatinae, 74 comitatenses, 46 pseudocomitatenses e 45 limitaneae. Nel dettaglio nella parte orientale erano presenti:
| Unità dell'esercito             | Magister militum praesentalis I | Magister militum praesentalis II                                                                        | Magister militum per Orientem | Magister militum per Thracias | Magister militum per Illyricum |
| ------------------------------- | --- | --- | --- | --- | --- |
| Legio palatina                  | 6 unità: Lanciarii seniores, Ioviani iuniores, Herculiani iuniores, Fortenses, Nervii, Matiarii iuniores, | 6 unità: Matiarii seniores, Daci, Scythae, Primani, Undecimani, Lanciarii iuniores.                     | | | 1 unità: Britones seniores. |
| Legio comitatensis              | | | 9 unita: Quinta Macedonica, Martenses seniores, Septima gemina, Decima gemina, Balistarii seniores, Prima Flavia Constantia, Secunda Flavia Constantia Thebaeorum, Secunda Felix Valentis Thebaeorum, Prima Flavia Theodosiana. | 20 unità: Solenses seniores, Menapii, Prima Maximiana Thebaeorum, Tertia Diocletiana Thebaeorum, Tertiodecimani, Quartodecimani, Prima Flavia gemina, Secunda Flavia gemina, Constantini seniores, Divitenses Gallicani, Lanciarii Stobenses, Constantini Dafnenses, Balistarii Dafnenses, Balistarii iuniores, Pannoniciani iuniores, Taanni, Solenses Gallicani, Iulia Alexandria, Augustenses, Valentinianenses | 8 unità: Matiarii constantes, Martii, Dianenses, Germaniciani seniores, Secundani, Lanciarii Augustenses, Minervii, Lanciarii iuniores.                                         |
| Legio pseudocomitatensis        | | 1 unità: Auxiliarii sagittarii.                                                                         | 10 unita: Prima Armeniaca, Secunda Armeniaca, Fortenses auxiliarii, Funditores, Prima Italica, Quarta Italica, Sexta Parthica, Prima Isaura sagittaria, Balistarii Theodosiaci, Transtigritani.                                 | | 9 unità: Timacenses auxiliarii, Felices Theodosiani iuniores, Bugaracenses, Scupenses, Ulpianenses, Merenses, Secundi Theodosiani, Balistarii Theodosiani iuniores, Scampenses. |
| Legioni di ripenses e limitanei | 10 unità: Legio II Flavia Constantia Thebaeorum, Legio II Traiana, Legio I Valentiniana, Legio I Maximiana, Legio III Diocletiana, Legio II Valentiniana; Legio V Macadonica, Legio XIII Gemina, Legio III Diocletiana, Legio II Traiana. | 5 unità: Legio II Isaura, legio III Isaura; Legio XV Apollinaris, legio XII Fulminata, legio I Pontica. | 10 unità: legio I Illyricorum, legio III Gallica; legio IV Scythica, legio XVI Flavia Firma; legio X Fretensis; legio IV Parthica; legio I Parthica Nisibena, legio II Parthica; legio III Cyrenaica, legio IV Martia;          | 4 unità: legio I Italica, legio XI Caludia; legio II Herculia, legio I Iovia; | 4 unità: legio IV Flavia, legio VII Claudia; legio V Macedonica, legio XIII Gemina.                                                                                             |

Qui sotto nel dettaglio la parte occidentale:
| Unità dell'esercito             | Numerus intra Italiam | Numerus intra Gallias e Numerus intra Britannias | Numerus intra Illyricum | Numerus intra Hispanias e Numerus intra Tingitaniam | Numerus intra Africam                                                                                                   |
| ------------------------------- | --- | --- | --- | --- | --- |
| Legio palatina                  | 8 unità: Ioviani seniores, Herculiani seniores, Divitenses seniores, Tongrecani seniores, Pannoniciani seniores, Moesiaci seniores, Octavani, Thebaei. | 1 unità in Gallia: Lanciarii Sabarienses. | | | 3 unità: Armigeri propugnatores seniores, Cimbriani, Armigeri propugnatores iuniores.                                   |
| Legio comitatensis              | 5 unità: Mattiarii iuniores, Septimani iuniores, Regii, Germaniciani, III Iulia Alpina.                                                                | 9 unità in Gallia: Armigeri defensores seniores, Lanciarii Honoriani Gallicani, Menapii seniores, Secundani Britones, Ursarienses, Praesidienses, Geminiacenses, Cortoriacenses, Honoriani felices Gallicani. 2 unità in Britannia: Primani iuniores, Secundani iuniores. | 6 unità: Mattiarii Honoriani Gallicani, Tertiani, III Herculea, Propugnatores iuniores, Pacatianenses, Mauri cetrati.                                  | 5 unità in Hispania: Fortenses, Propugnatores seniores, Septimani seniores, Vesontes, Undecimani. 2 unità in Tingitania: Constantiniani, Septimani iuniores. | 8 unità: Secundani Italiciani, Primani, Secundani, Tertiani, Constantiniani, Constantiaci, Tertia Augustani, Fortenses. |
| Legio pseudocomitatensis        | 2 unità: I Iulia Alpina, Pontinenses. | 21 unità (delle quali 10 certe e 11 incerte) in Gallia: I Flavia Gallicana, Martenses, Abrincateni, Defensores seniores, Mauri Osismiaci, I Flavia, Superventores iuniores, Cornacenses, Romanenses, Septimani iuniores; e di natura incerta come: Ballistarii, Defensores iuniores, Garronenses, Anderetiani, Acincenses, Cursarienses iuniores, Musmagenses, Insidatores, Truncensimani, Abulci, Exploratores. | 3 unità: Lanciarii Lauriacenses, Lanciarii Comaginenses, II Iulia Alpina.                                                                              | | |
| Legioni di ripenses e limitanei | 1 unità: legio III Italica. | 2 unità in Britannia: legio VI Victrix; legio II Augusta. | 8 unità: legio II Italica, legio I Noricorum, legio X Gemina, legio XIV Gemina; legio V Iovia, Legio VI Herculia; legio I Adiutrix, legio II Adiutrix. | 1 unità in Hispania: legio VII Gemina. | |

### Formazione o scomparsa di nuove legioni per periodo storico
Qui di seguito viene indicata la data di formazione o scomparsa (nel caso in cui siano state "sciolte" o distrutte) delle legioni, per singolo periodo storico, dopo Augusto (19 a.C.) fino a Costantino I (337):
Legenda: Legione scomparsa
| LEGIONE                                                     | ARRUOLAMENTO PERIODO STORICO  | ANNI               | SCOMPARSA PERIODO STORICO  | ANNI            | DESTINAZIONE INIZIALE O LUOGO DI SCOMPARSA       |
| ----------------------------------------------------------- | ----------------------------- | ------------------ | -------------------------- | --------------- | ------------------------------------------------ |
| I Augusta                                                   |                               |                    | Augusto                    | 19 a.C.         | Guerre cantabriche                               |
| I Germanica                                                 | Augusto                       | 19/17 a.C.         |                            |                 | limes renano                                     |
| V Gallica?                                                  |                               |                    | Augusto                    | 17 a.C.         | Clades Lolliana in Gallia Belgica                |
| XVII (Classica) XVIII (Lybica) XIX (Paterna)                |                               |                    | Augusto                    | 9               | Battaglia di Teutoburgo                          |
| XV Primigenia XXII Primigenia                               | Caligola                      | 39                 |                            |                 | Germania inferiore e Germania superiore          |
| I Italica                                                   | Nerone                        | 66 o 67            |                            |                 | Mesia                                            |
| I Adiutrix                                                  | Nerone o Galba                | 68                 |                            |                 | Germania superiore                               |
| VII Gemina o (Hispana o Galbiana)                           | Galba                         | 68                 |                            |                 | Tarraconense                                     |
| I Macriana liberatrix                                       | Lucio Clodio Macro            | 68                 |                            |                 | Africa proconsolare                              |
| I Macriana liberatrix                                       |                               |                    | Vitellio ?                 | 69              | Africa proconsolare                              |
| I Germanica IV Macedonica XV Primigenia XVI Gallica         |                               |                    | Vespasiano                 | 70              | Rivolta batava                                   |
| II Adiutrix Pia Fidelis IV Flavia Felix XVI Flavia Firma    | Vespasiano                    | 69-70              |                            |                 | Britannia Dalmazia Cappadocia                    |
| I Minervia                                                  | Domiziano                     | 82/83              |                            |                 | Germania inferior                                |
| V Alaudae                                                   |                               |                    | Domiziano                  | 92 (o 86 ?)     | Sarmatia (o Dacia ?)                             |
| XXX Ulpia Victrix                                           | Traiano                       | 99/101             |                            |                 | Pannonia                                         |
| XXI Rapax                                                   |                               |                    | Traiano                    | 101/106 (o 92?) | Dacia                                            |
| II Traiana Fortis                                           | Traiano                       | 108/109            |                            |                 | Egitto                                           |
| XXII Deiotariana                                            |                               |                    | Adriano                    | 132/135         | Giudea                                           |
| IX Hispana                                                  |                               |                    | Marco Aurelio e Lucio Vero | 161/162         | Armenia                                          |
| II Italica III Italica                                      | Marco Aurelio e Lucio Vero    | 165/166            |                            |                 | Norico Rezia                                     |
| I Parthica II Parthica III Parthica                         | Settimio Severo               | 197                |                            |                 | Mesopotamia e Osroene Italia Mesopotamia         |
| IV Italica                                                  | Alessandro Severo             | 231                |                            |                 | Mesopotamia e Osroene                            |
| V Martia                                                    | Valeriano                     | 256                |                            |                 | Oriente romano                                   |
| VI Gallicana                                                | Gallieno                      | 257                |                            |                 | Germania superiore                               |
| XII Victrix                                                 | Postumo                       | 260                |                            |                 | Impero delle Gallie                              |
| I Iulia Alpina II Iulia Alpina III Iulia Alpina             | Aureliano (o Costantinidi?)   | 270-271 o 320-350? |                            |                 | passi alpini nord-est (Claustra Alpium Iuliarum) |
| IV Martia                                                   | Aureliano                     | 272 ?              |                            |                 | Arabia                                           |
| I Illyricorum                                               | Aureliano                     | 273                |                            |                 | Palmira                                          |
| XII Victrix                                                 |                               |                    | Tetrico                    | 274             | Impero delle Gallie                              |
| I Noricorum                                                 | Probo? o Diocleziano?         | 278?-284?          |                            |                 | Norico                                           |
| I Isaura Sagittaria II Isaura III Isaura                    | Probo                         | 278                |                            |                 | Isauria e Cilicia                                |
| I Pontica                                                   | (Probo?) o Diocleziano        | (278?) o 288       |                            |                 | Ponto Polemoniaco                                |
| I Iovia II Herculia                                         | Diocleziano                   | 285-294            |                            |                 | Scytia                                           |
| III Herculia                                                | Massimiano                    | 288-289            |                            |                 | Rezia                                            |
| IV Parthica                                                 | Diocleziano/Galerio           | 293 ?              |                            |                 | Mesopotamia e Osroene                            |
| V Iovia VI Herculia                                         | Diocleziano                   | 294                |                            |                 | Pannonia Secunda                                 |
| I Maximiana II Flavia Constantia Thebaeorum                 | Massimiano                    | 296-297            |                            |                 | Egitto-Tebaide                                   |
| III Diocletiana                                             | Diocleziano                   | 298                |                            |                 | Egitto                                           |
| I Armeniaca II Armeniaca                                    | Diocleziano/Galerio           | 300 ?              |                            |                 | Armenia                                          |
| V Parthica VI Parthica                                      | Diocleziano                   | 300-305            |                            |                 | Mesopotamia e Osroene                            |
| I Martia (o Martiorum Victrix)                              | Diocleziano                   | 300-305            |                            |                 | Maxima Sequanorum                                |
| I Flavia Gallicana Constantia                               | Costanzo Cloro o Costantino I | 305/306 o 306/312  |                            |                 | Lugdunensis                                      |
| I Flavia Martis I Flavia Pacis                              | Costanzo Cloro o Costantino I | 305/306 o 306/312  |                            |                 | Lugdunensis III e Belgica I                      |
| II Flavia Constantiniana                                    | Costantino I                  | 312/324            |                            |                 | Tingitana                                        |
| I Flavia Gemina                                             | Costantino I                  | 324/335            |                            |                 | Tracia                                           |
| II Flavia Gemina                                            | Costantino I                  | 324/335            |                            |                 | Tracia                                           |
| I Flavia Constantia II Flavia Constantia III Flavia Salutis | Costanzo II                   | 337/350            |                            |                 | Oriente                                          |
| II Flavia Virtutis                                          | Costante I                    | 337/350            |                            |                 | Africa                                           |